# Guadalupe (Francia)
Guadalupe (en francés, Guadeloupe; y en criollo guadalupeño, Gwadloup) es un archipiélago de las Antillas, en el mar Caribe, que forma una región de ultramar de Francia y una región ultraperiférica de la Unión Europea. Se encuentra a 600 km al norte de las costas de América del Sur y al noroeste de Dominica. Antiguamente se llamaba Karukera, que significaba «la isla de las bellas aguas». Cristóbal Colón le dio su actual nombre en honor de la Virgen Santa María de Guadalupe. Popularmente, en la cultura creole local se la llama Gwada. Forma parte del Caribe francófono.

## Etimología
Antes de Cristóbal Colón, a la isla a la que ahora se conoce como Guadalupe, se llamaba "Karukera" (la isla de las bellas aguas) por los arahuacos, personas que se establecieron en la isla en el año 300 d. C. Más tarde, durante el siglo VIII, los caribes llegaron y se impusieron a la población existente de los indígenas de la isla. Aún no se ha podido determinar si esta ocupación tuvo un carácter de asimilación pacífica o si fue violenta, o una mezcla de ambas.
Durante su segundo viaje a América, en busca de agua dulce en noviembre de 1493, Cristóbal Colón se convirtió en el primer europeo en desembarcar en Guadalupe. La llamó Santa María de Guadalupe de Extremadura, en honor a la imagen de la Virgen María, venerada en el Real Monasterio de Santa María de Guadalupe, en Guadalupe, Extremadura, España. La expedición desembarcó al sur de Capesterre.

## Historia

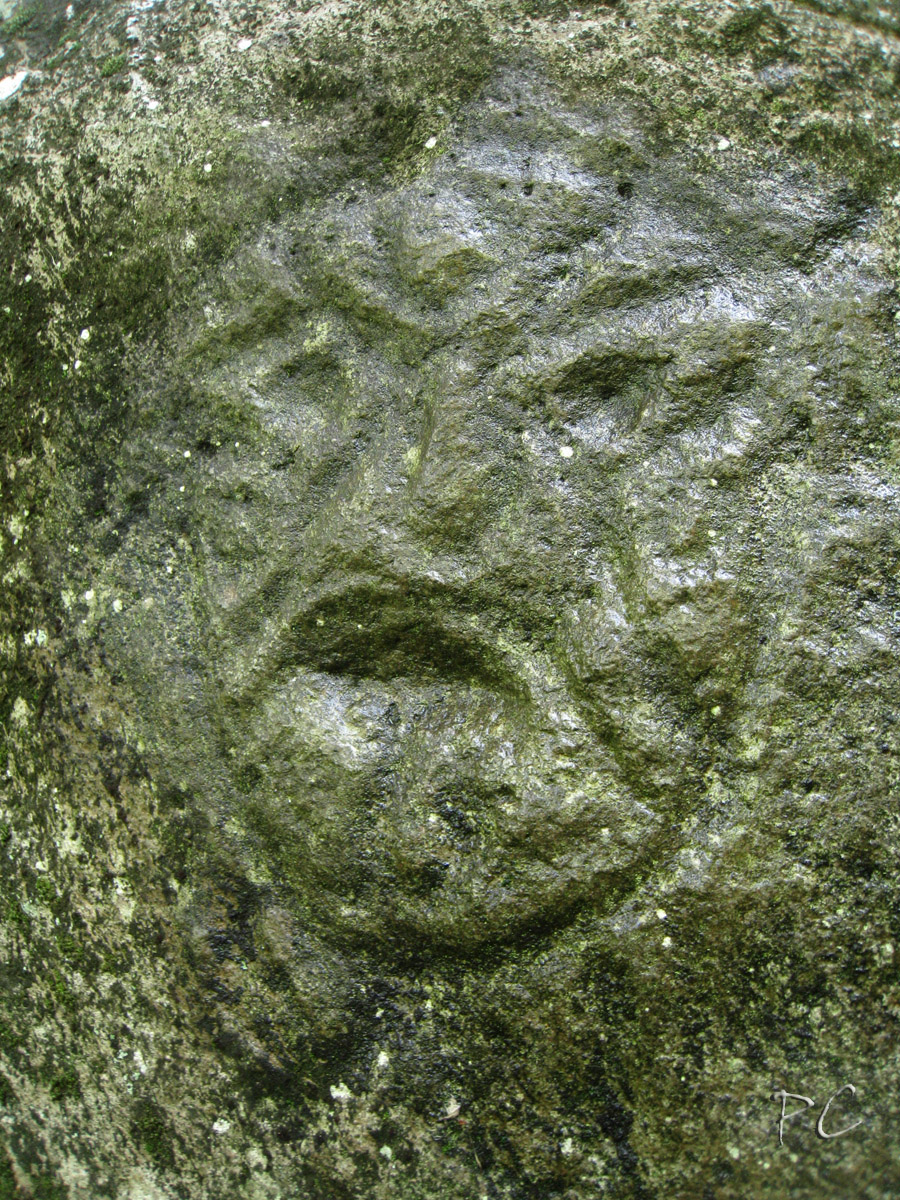
Petroglifo precolombino en Baillif.

### Etapa precolombina
Al igual que otras islas de las Antillas Menores, Guadalupe fue probablemente ocupada por los amerindios de las Antillas, conocidos como grupos precerámicos, a partir del año 3000 a. C., como parece indicar el reciente descubrimiento de vestigios de la cultura de roza y quema en la isla de Marie-Galante. Este periodo se denomina Edad Arcaica en la nomenclatura arqueológica americana. Hacia principios del primer milenio, los grupos agrocerámicos amerindios emigraron desde el norte de Venezuela a todo el arco caribeño.
Este periodo, el Neoíndio Temprano o Edad Cerámica Temprana, incluye dos culturas claramente identificables por el estilo de su producción cerámica: huecan y cedrosan saladoide (antes llamada arahuaca por los arqueólogos).
Hacia el siglo IX, dieron paso a la cultura troumassoide, que inauguró el periodo neoíndio reciente, del que se han encontrado vestigios en el refugio de Patate, en Moule. Estos grupos no proceden de una migración, sino de una transformación in situ de los grupos anteriores, una profunda mutación aún mal explicada pero en la que podrían haber intervenido el clima, la demografía y las modificaciones sociales.
La cerámica troumassoide deriva de la cerámica saladoide cedrosiana, con una simplificación extrema del registro decorativo que desaparece casi por completo. Probablemente fue tarde, quizá hacia el siglo XV, cuando una nueva población emigró al arco antillano desde la meseta de Guayana.
Estos pueblos, los kalinagos o caribes isleños descritos por los españoles a su llegada a las Antillas, podrían corresponder a las culturas denominadas suazoide y cayo por los arqueólogos. Este período tardío está marcado por las pruebas de contacto con los taínos de las Antillas Mayores. Según una tesis hoy refutada por varios estudios científicos, los arahuacos fueron masacrados a la llegada de los kalinagos, pueblo descrito por los cronistas españoles como belicoso y practicante del canibalismo.
Los kalinagos fueron los principales ocupantes de la zona hasta mediados del siglo XVII, poco después de la llegada de los franceses en 1635, pero bastante después de la llegada de los primeros europeos.

### Colonización española
La historia moderna de Guadalupe comenzó en noviembre de 1493, cuando Cristóbal Colón avistó Dominica en su segundo viaje, y luego Marie-Galante, donde desembarcó el 3 de noviembre de 1493.
Llegó a la isla de Basse-Terre en noviembre de 1493, en la desembocadura del actual río Grand-Carbet. Señala la importancia de la presencia del agua, en particular al ver las cataratas del Carbet. Llamó a la isla Santa María de Guadalupe de Extremadura en honor al monasterio español donde Cristóbal Colón peregrinó tras su primer viaje al Nuevo Mundo en 1492 y vino a dar gracias por este descubrimiento.

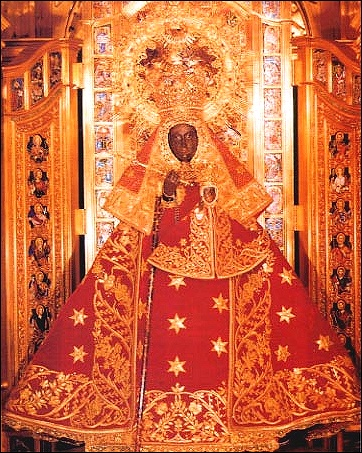
El Archipiélago recibe su nombre por la Virgen María, en su advocación de Nuestra Señora de Guadalupe.

Ya en 1502, el archipiélago de Guadalupe está indicado con precisión en todos sus componentes (las cinco islas) en el planisferio de Cantino, lo que indica la importancia y el conocimiento del lugar por los primeros navegantes europeos. Guadalupe estaba entonces poblada por los caribes, un pueblo amerindio presente en la isla desde el siglo VII.
El archipiélago de Guadalupe fue una provincia española durante unos 130 años, hasta 1635.

### Colonización francesa
Al desembarcar en Pointe-Allègre en 1635, Charles Liénard de l'Olive y Jean du Plessis d'Ossonville tomaron posesión de Guadalupe en nombre de la Compagnie des îles d'Amérique, creada el 12 de febrero de 1635 por el cardenal Richelieu para ampliar el campo de intervención de la Compagnie de Saint-Christophe, con el fin de desarrollar el cultivo del tabaco para su exportación a Francia. Este fue el comienzo de la colonización del archipiélago.
Estos comienzos fueron difíciles. Una hambruna diezmó a una parte de los colonos en 1635, y las relaciones entre los amerindios del Caribe, que les proporcionaban alimentos, y los franceses se tensaron rápidamente al ampliar estos sus tierras en detrimento de las poblaciones indígenas, convirtiéndose en una guerra abierta. En 1641, la guerra entre los colonos y los caribes terminó. Estos últimos, ya disminuidos por las enfermedades y las masacres, fueron enviados a la isla de Dominica.
La depreciación del tabaco se hace notar desde el inicio de la colonización: cuatro compañías comerciales quiebran al intentar colonizar las islas guadalupeñas, debido a la caída de los precios y al coste de las guerras contra el Caribe. Sin embargo, la población aumentó rápidamente y se desarrolló la esclavitud. En 1656, ya había más de 3000 esclavos trabajando en el archipiélago, para una población de 15 000 personas.
En 1664, Guadalupe y Martinica pasaron a estar bajo la autoridad directa del rey de Francia, Luis XIV, que decidió entonces desarrollar el cultivo de la caña de azúcar. Esto requería inversiones más caras que el tabaco, pero era mucho más rentable. El edicto de mayo de 1664 creó la Compañía Francesa de las Indias Occidentales, que recibió una concesión de cuarenta años sobre todas las posesiones francesas del Caribe bajo la soberanía real. Se concedieron tierras a los oficiales superiores, a los que se animó a importar esclavos para explotar la caña de azúcar; sin embargo, la población esclava disminuyó en Guadalupe entre 1664 y 1671 (de 6323 a 4627 personas).
En 1671, se suprime el monopolio de la Compañía Francesa de las Indias Occidentales para abrir la competencia a todos los puertos franceses en el comercio de esclavos, cuyo desarrollo masivo, por parte de franceses e ingleses, hace que el precio de los esclavos se dispare pero abarata su transporte y satisface a los plantadores de azúcar. Guadalupe sigue habitada por muchos colonos blancos que cultivan tabaco en plantaciones que requieren poco capital.
Después de 1671, el número de plantadores blancos disminuyó rápidamente y, en 1674, la creación de la explotación del tabaco les llevó a la ruina. El tabaco producido en Virginia por los plantadores jacobitas estaba menos gravado y se aprovechaba del contrabando.
El rápido aumento de la población esclava se corresponde también con la creación en 1673 de la Compañía de Senegal, antecesora de la Compañía de Guinea, en la estela de la Real Compañía Africana, fundada en 1672. Ante esta competencia, la Compañía Francesa de las Indias Occidentales se disolvió en 1674.
Sin embargo, el crecimiento de la esclavitud en Guadalupe es menos rápido que en Martinica, donde el comercio de esclavos reserva los más resistentes y donde Luis XIV ha instalado más nobles de alto rango y donde la población negra se duplica entre 1673 y 1680.
En 1700, la población de esclavos en Guadalupe ascendía a 6076, mucho menos que en Martinica. Esta diferencia también explica por qué un siglo después, en 1794, Victor Hugues pudo tomar el control de Guadalupe en nombre de la Revolución Francesa, mientras que Martinica siguió bajo el dominio de los grandes plantadores de azúcar aliados con los ingleses en virtud del Tratado de Whitehall.

### Asedio de Guadalupe y ocupación inglesa (1759-1763)
Tras intentos infructuosos en 1666, 1691 y 1703, los británicos tomaron por primera vez Guadalupe en 1759. La mantendrían solo cuatro años, hasta 1763 (tratado de París).
Desde 1757, las fuerzas francesas estaban al mando de Nadeau du Treil, gobernador de la colonia: 250 soldados y entre 200 y 3000 milicianos. Los principales bastiones fueron:
- Fuerte Saint-Charles en Basse-Terre;
- Fort Louis en Petit Cul-de-sac;
- los reductos de Dos-d'âne y Trou-au-Chien (Trois Rivières).

La escuadra inglesa estaba dirigida por el comodoro Moore y contaba con 8000 hombres.
La flota inglesa atacó primero la colonia de Martinica, pero fue rechazada (15 de enero). Llegó frente a Basse-Terre en la noche del 21 de enero. Las operaciones comenzaron el 23 de enero. La ciudad de Basse Terre fue bombardeada, todos los almacenes fueron destruidos. Fort-Saint-Charles fue evacuado el 25 de enero. Las fuerzas francesas se refugiaron en la reducción de Dos-d'âne. La colonia esperó los refuerzos de Martinica y de la metrópoli. Se anunció un escuadrón de relevo, comandado por Bompar.
Los ingleses continuaron su conquista y asediaron Fort-Louis en Petit Cul-de-sac (8 y 14 de febrero). Ocuparon toda la parte oriental de la isla (Sainte-Anne y Saint-François) a partir del 29 de mayo. Los últimos ataques tuvieron lugar a mediados de abril, tomando el fuerte de Dos-d'âne a la inversa: Petit-Bourg cayó el 13 de abril, Goyave fue abandonado el 15 de abril y Capesterre se rindió el 20 de abril. Ante la destrucción, los colonos pidieron el cese de los combates y el 1 de mayo firmaron la rendición. Al no tener noticias de la flota francesa, sin esperanza de ayuda, Nadeau debió capitular al día siguiente.

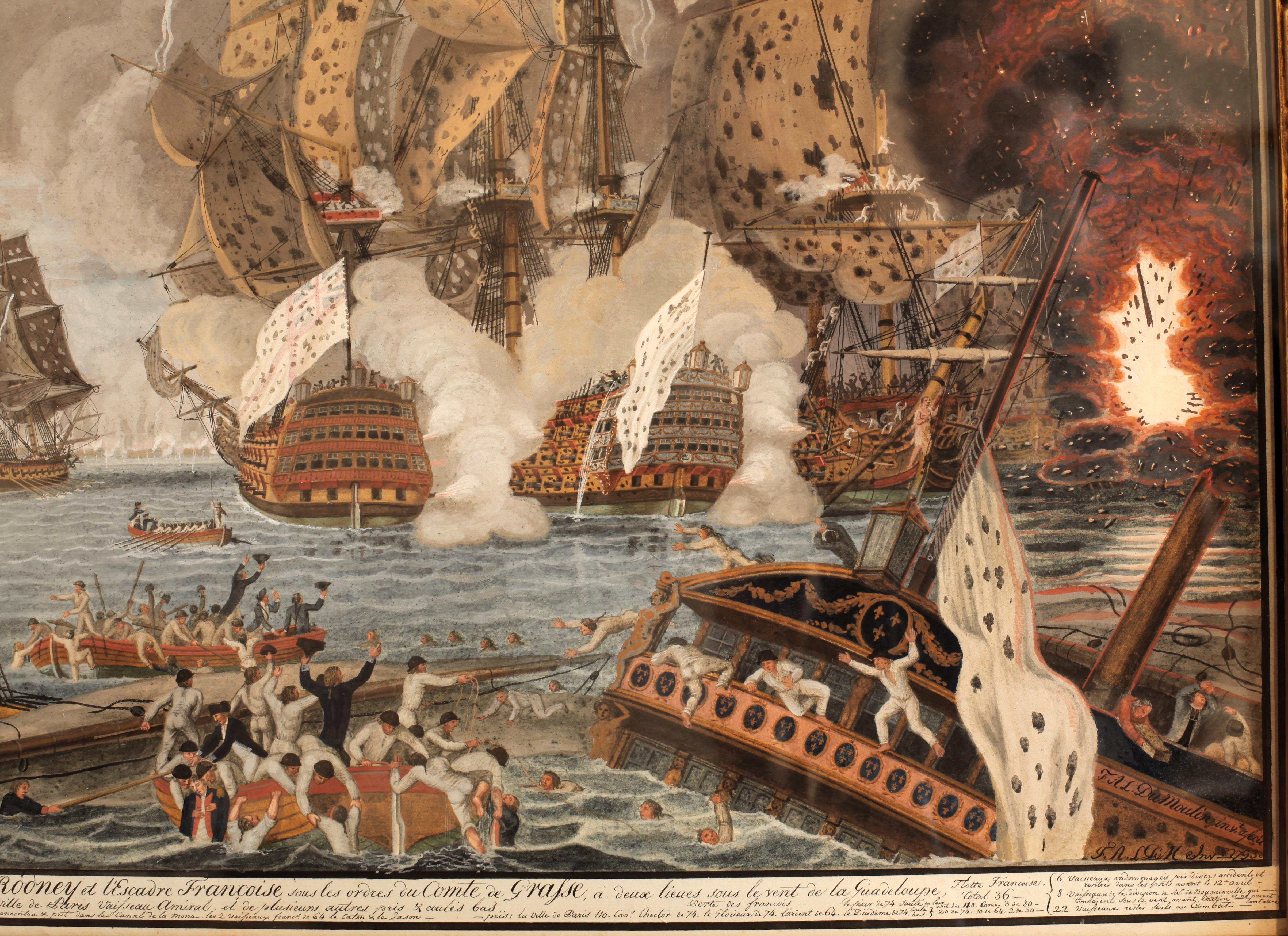
Batalla de los Santos el 12 de abril de 1782, cerca de Guadalupe.

Este periodo se caracterizó por un fuerte desarrollo de la economía de la isla mediante la reconstrucción de los barrios bombardeados, la importación masiva de esclavos negros: 40 525 en 1753 y 77 957 en 1773, un fuerte aumento de la exportación de azúcar, café, algodón y cacao, la fundación del puerto de Pointe-à-Pitre para favorecer el comercio (un centenar de barcos cada año frente a los diez anteriores).
Ante esta expansión económica, los colonos blancos se mostraron favorables a una anexión a Inglaterra. Pero las colonias inglesas de la región (Barbados, Jamaica) temían la competencia de los productos guadalupeños. Militaron por devolver Guadalupe a Francia. A cambio, los ingleses se quedaron con Canadá y la India.
A partir de 1775, Guadalupe dejó de estar adscrita a Martinica y quedó bajo la autoridad del gobernador de las Islas de Barlovento.

### Primera abolición de la Esclavitud
En abril de 1794, aprovechando los problemas causados por la Revolución Francesa, los británicos volvieron a tomar brevemente posesión de la isla, tras la derrota de Basse-Terre el 20 de abril y la rendición del general y gobernador desde 1792, Georges-Henri-Victor Collot.
Victor Hugues, nombrado Comisario Nacional en Guadalupe, los expulsó en mayo de 1794, ayudado por los esclavos, a los que había prometido la libertad. El 7 de junio de 1794, anunció la abolición de la esclavitud (adoptada por la Convención Nacional en febrero por la ley de 16 Pluviôse Año II).
Victor Hugues, conocido como "Le Terrible", puso en marcha las leyes de la Convención y, en consecuencia, el tribunal revolucionario. Los plantadores (algunos de los cuales apoyaban a Inglaterra) que no se sometieron al nuevo régimen, fueron llevados ante este tribunal. La represión del comisario de la Convención se extendería a los "viejos" esclavos que se rebelaron porque no se les pagaba. En 1798, el Directorio lo llamó a Francia.
Fue sustituido por el general Edme Étienne Desfourneaux, pero a pesar de su voluntad de reformar la gestión local, este también fue cuestionado por la población y por una parte del ejército. También fue la época de la expansión de los corsarios guadalupeños.

### Restablecimiento de la esclavitud

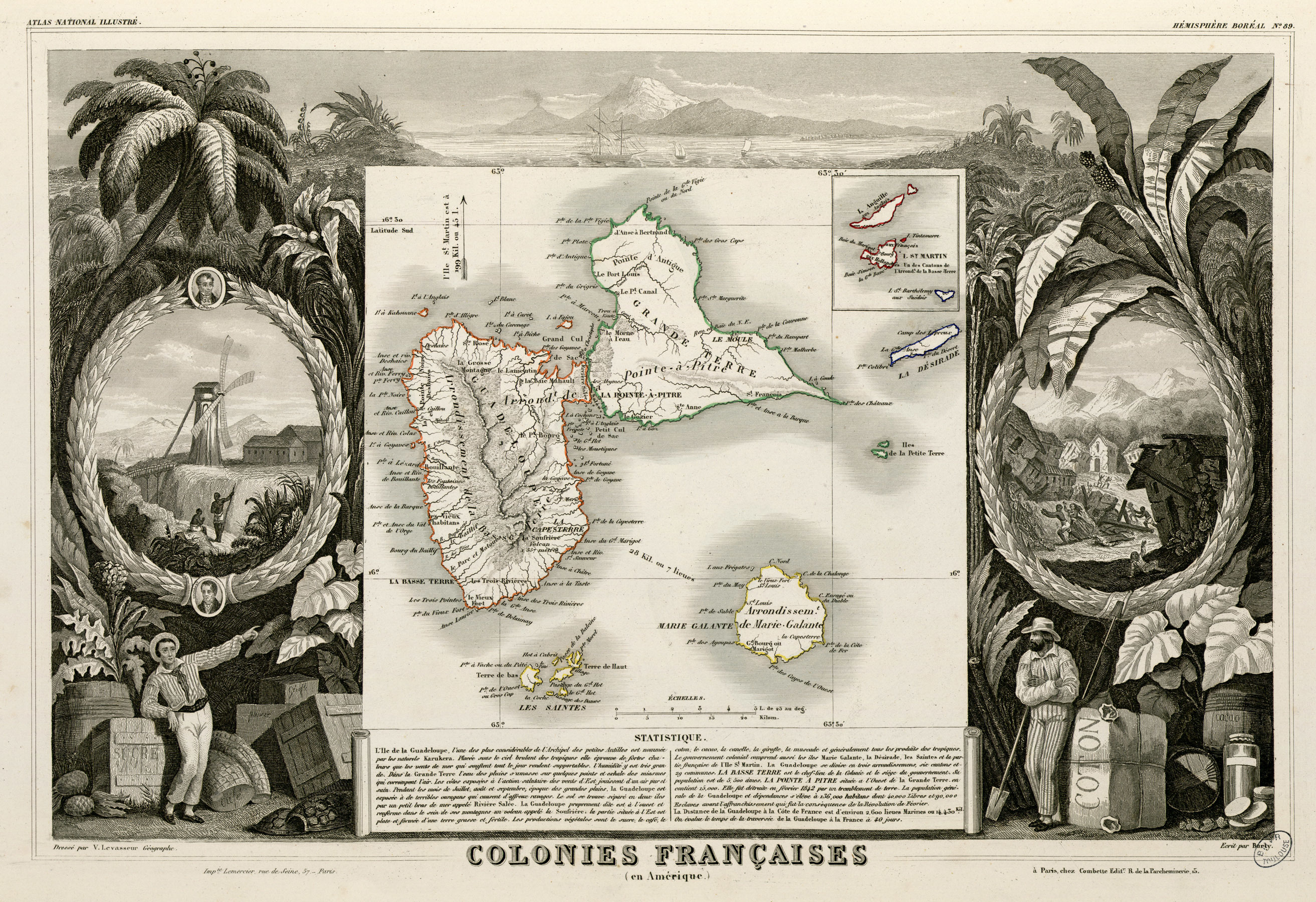
Mapa del Archipiélago de Guadalupe en 1854, Colonia de Francia en América, por Victor Levasseur

En 1801, tras la muerte del general Antoine de Béthencourt, el primer cónsul nombró a Jean-Baptiste de Lacrosse capitán general de Guadalupe. El 1 de noviembre de 1801, fue capturado durante un reconocimiento que realizaba en las afueras de la ciudad de Pointe-à-Pitre. El oficial mulato Magloire Pélage le obligó a embarcarse en un buque danés. Su ayudante de campo Louis Delgrès, un mestizo, se unió a los rebeldes.
El contralmirante de Lacrosse fue llevado a Dominica, donde esperó a la expedición comandada por el general Antoine Richepanse, a quien el primer cónsul Napoleón Bonaparte había encargado la restauración de la esclavitud. Luego regresó con él a Guadalupe y, a la muerte de Richepanse en 1802, asumió el cargo de comandante en jefe y logró someter a los rebeldes y restablecer el orden.
En 1802, el primer cónsul Bonaparte nombró gobernador a Jean-Baptiste de Lacrosse. Este último intentó expulsar del ejército a los oficiales negros que se habían integrado tras la abolición de la esclavitud. Se levanta una revuelta de estos oficiales. Louis Delgrès se convirtió en uno de los líderes de esta rebelión con Joseph Ignace y la mujer esclavizada Solitude.
Bonaparte envió entonces una expedición de 4000 hombres dirigida por el general Richepanse para sofocar la rebelión. Tras una heroica defensa, muchos de los rebeldes prefirieron suicidarse antes que rendirse, pero no antes de haber lanzado su último grito de Inocencia y Desesperación, escuchado por todo el universo.
La ley del 16 de Pluviôse Año II, que había abolido la esclavitud, fue anulada el 16 de julio de 1802 por Bonaparte. Su primer artículo establece claramente el carácter exclusivo y excepcional de la ciudadanía francesa en la colonia, en adelante restringida solo a los blancos: "hasta que se ordene lo contrario, el título de ciudadano francés será llevado [en la colonia] solo por los blancos. Ninguna otra persona podrá utilizar este título ni ejercer las funciones o empleos que le son propios" Ley de 20 de mayo de 1802. Para Jean-François Niort y Jérémy Richard, en su artículo publicado en el Bulletin de la Société d'Histoire de la Guadeloupe, el decreto consular, tras la feroz represión de la rebelión dirigida por Louis Delgrès, consagra un "orden segregacionista".

### Ocupación inglesa y posesión de Suecia
En 1808, los británicos dirigen una nueva campaña de invasión en las Antillas, tomando Marie-Galante y Désirade, y luego, en 1809, las Saintes. Entre el 28 de enero y el 6 de febrero de 1810, las tropas británicas, con 6700 efectivos y dirigidas por George Beckwith, y apoyadas por la Royal Navy al mando del almirante Alexander Cochrane, invadieron la isla desembarcando en las playas de Gosier, Sainte-Marie y Capesterre.
Los británicos se dirigieron entonces a Basse-Terre, donde las escasas tropas francesas (entre 3000 y 4000 soldados), mal equipadas y al mando del gobernador Ernouf, se vieron rápidamente atrapadas en un movimiento de pinza tras un nuevo desembarco en Vieux-Habitants, y se vieron obligadas a capitular el 5 de febrero de 1810. El águila del 66.º regimiento imperial es un trofeo que se trajo a Londres, junto con muchas tropas capturadas.
Gran Bretaña integra a Guadalupe en sus posesiones coloniales en las Indias Occidentales mientras la guerra se intensifica en Europa (Guerra de la Independencia española, Guerra de la sexta coalición) y en América del Norte (Guerra contra los Estados Unidos, de junio de 1812 a febrero de 1815). Para asegurar la integración de Suecia en la Sexta Coalición, los británicos firmaron un tratado con Jean-Baptiste Bernadotte, el nuevo príncipe heredero de Suecia, el 3 de marzo de 1813: se le cedió Guadalupe para él y sus descendientes como compensación por el esfuerzo bélico que Suecia tuvo que hacer para derrocar a Napoleón y para compensar a Bernadotte por haber renunciado a sus títulos en el Imperio francés.

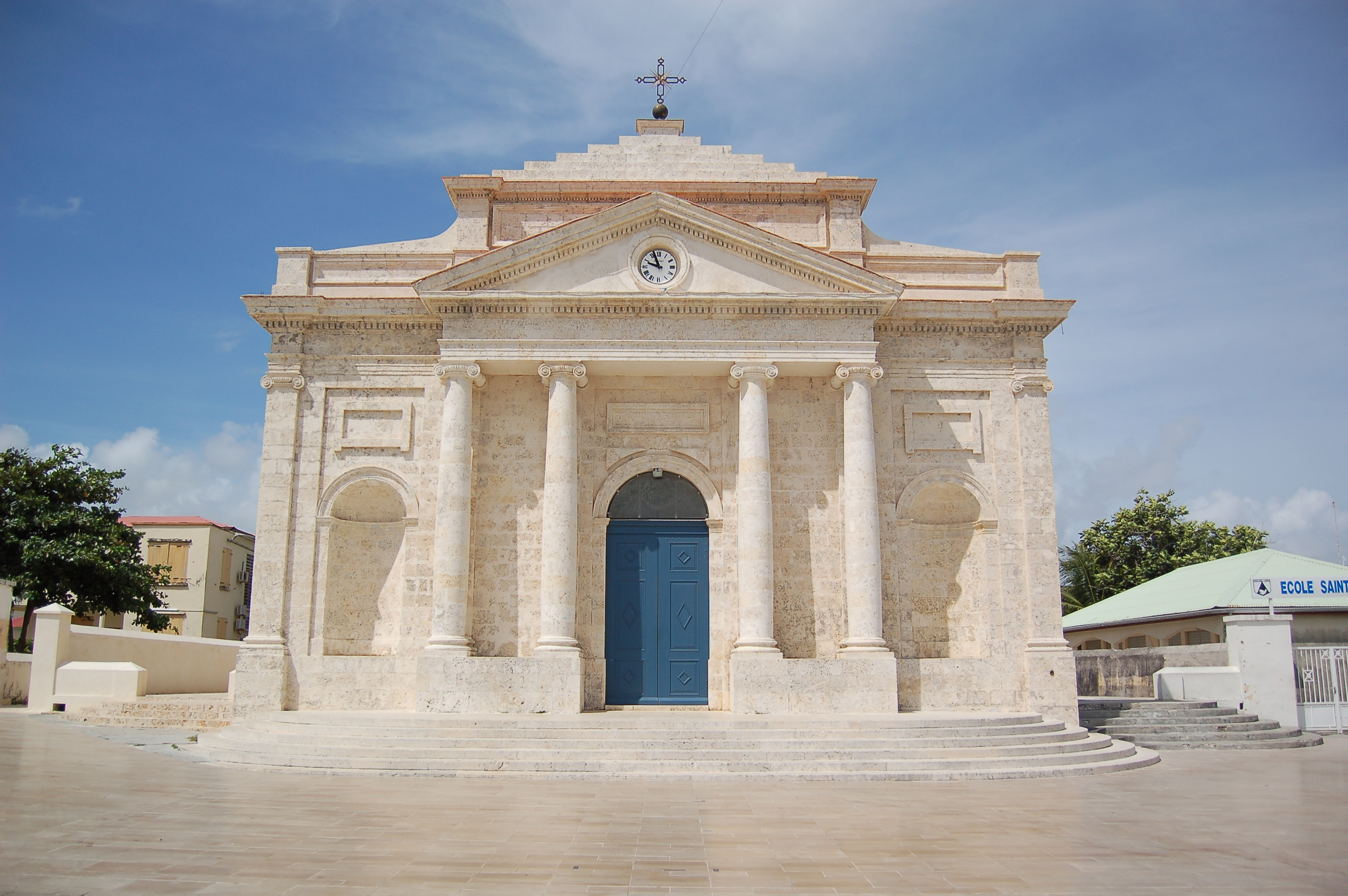
Iglesia de San Juan Bautista (Église Saint-Jean-Baptiste du Moule) terminada por los franceses en 1850

En respuesta, el Imperio francés promulgó un Sénatus-consulte el 14 de octubre de 1813 "relativo a la isla francesa de Guadalupe": "no se celebrará ningún tratado de paz entre el Imperio francés y Suecia sin que Suecia haya renunciado antes a la posesión de la isla francesa de Guadalupe". El rápido colapso del imperio de Napoleón unos meses después y el tratado de paz de París del 30 de mayo de 1814 no dieron tiempo a los suecos para sustituir a los británicos en la isla: el artículo 9 del tratado confirmaba que Suecia dejaría Guadalupe a Francia.
El episodio de los Cien Días volvió a poner a Guadalupe bajo la ocupación británica, y el segundo tratado de París de noviembre de 1815, restauró la soberanía francesa sobre Guadalupe. Gran Bretaña compensó a Suecia por estos retrocesos con una suma de 24 millones de francos al tesoro sueco, pagados en forma de una anualidad a perpetuidad a los monarcas (Guadeloupefonden), anualidad que se cerró tras un acuerdo entre el parlamento y el rey de Suecia.

### Departamentalización y regionalización
El 19 de marzo de 1946, las antiguas colonias del Imperio francés pasan a formar parte de la Unión Francesa, pero las Antillas francesas se acercan al estatus de la Francia metropolitana y se convierten en departamentos de ultramar: Guadalupe y Martinica (el departamento de Guadalupe incluirá también San Bartolomé y San Martín en un distrito especial).
Con la llegada de los socialistas al poder en Francia, se aprueba la ley de descentralización en 1982 y se crea la región de Guadalupe, que se une a las 22 regiones de la Francia metropolitana. A raíz de esto, se creó el Consejo Regional de Guadalupe en 1983.

### Conflictos sociales y movimientos independentistas
El 14 de febrero de 1952, en la comuna de Le Moule, los trabajadores de la fábrica Gardel organizan una huelga por el retraso en la aplicación del aumento del salario mínimo garantizado. Los huelguistas levantaron barricadas. La tensión aumentó y, finalmente, los gendarmes y los CRS presentes en el lugar dispararon contra la multitud. El comunicado oficial de la época, publicado por el Ministerio del Interior en la prensa metropolitana cuatro días más tarde, hablaba de autodefensa después de que las fuerzas del orden recibieran "disparos que hirieron a un oficial y a varios gendarmes y C.R.S. (...) y bombas incendiarias". El balance es de cuatro muertos, todos del lado de los manifestantes, y catorce heridos. A nivel local, estos hechos se denominaron la masacre de San Valentín.
Los días 25, 26 y 27 de mayo de 1967 se produjeron nuevos disturbios durante las manifestaciones de los trabajadores por un aumento salarial del 2,5 %. Estas manifestaciones desembocaron en enfrentamientos con los CRS, que abrieron fuego contra la multitud, y se saldaron con la muerte de entre 5 y 87 personas, según las fuentes, entre ellas Jacques Nestor, famoso activista del GONG, y varios heridos. Los detenidos fueron puestos en libertad por el tribunal.
Siguieron largas luchas, incluida la emblemática gran huelga que bloqueó la cosecha de 1971. Dos años más tarde, se fundó la Unión General de Trabajadores de Guadalupe (UGTG).
En 2009, todos los sectores económicos de la isla quedaron paralizados por una huelga general que duró mes y medio, en la que los huelguistas denunciaron los precios de los bienes de consumo básicos.

### Referéndum sobre el proyecto para una Colectividad
El 1 de diciembre de 1999 se firmó la "Declaración de Basse-Terre". Los presidentes regionales de las ADF propusieron al presidente de la República y al Gobierno una modificación legislativa o incluso constitucional destinada a crear un nuevo estatuto de Región de Ultramar con un régimen fiscal y social especial para Guadalupe, Guayana y Martinica, en el marco de la República Francesa, por una parte, y de la Unión Europea, por otra (artículo 299-2 del Tratado de Ámsterdam).

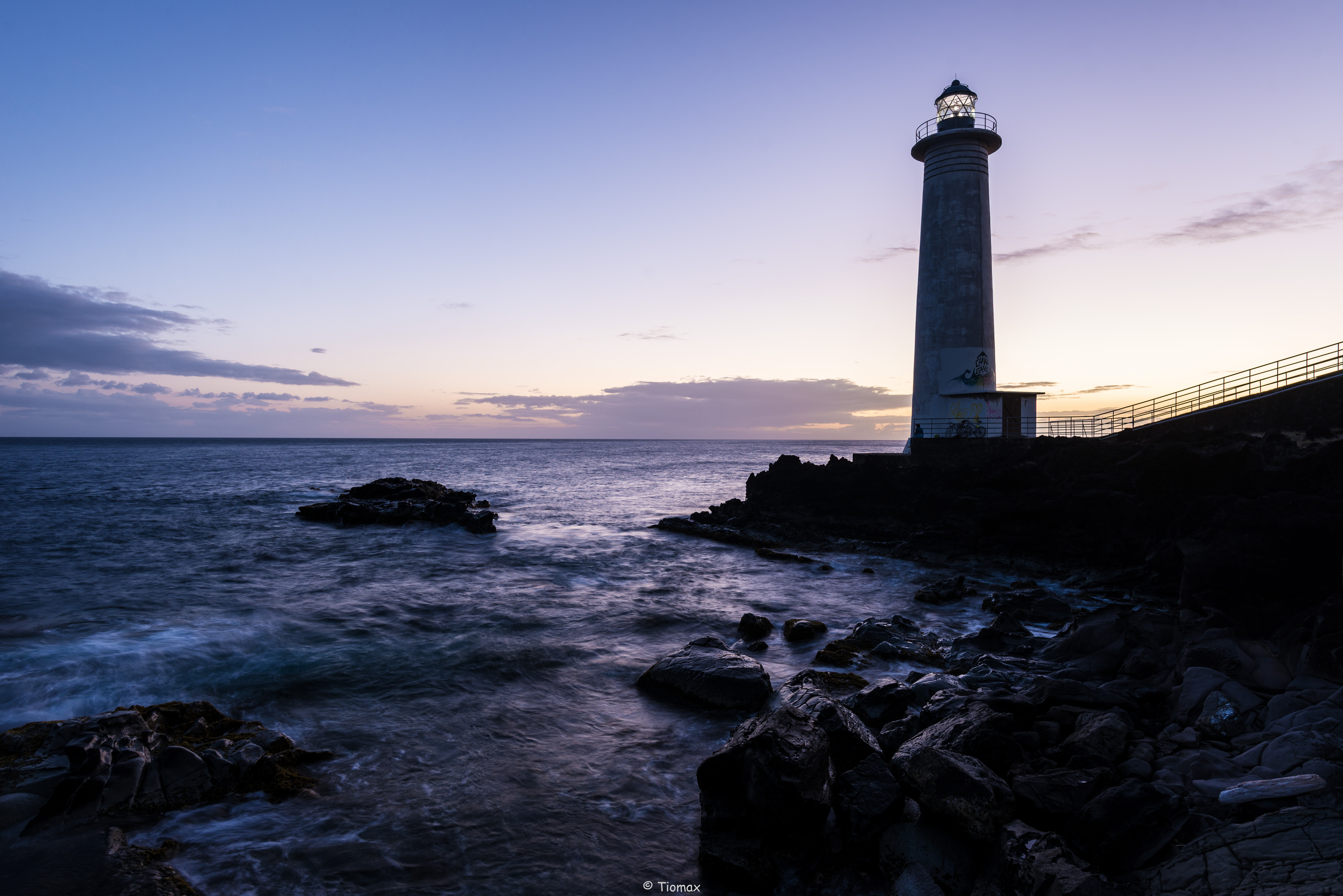
Faro de Vieux-Fort

La igualdad de derechos sociales en los territorios de ultramar tardó en llegar. Por ejemplo, los guadalupeños no percibieron el salario mínimo y la prestación de ingresos mínimos (RMI) en la Francia metropolitana hasta 1996 y 2002.
El 7 de diciembre de 2003, los votantes de Guadalupe rechazaron por un 73 % el proyecto de creación de una única entidad local que sustituyera al departamento y a la región que coexisten en el mismo territorio. Ese mismo día, los electores de Saint-Barthélemy y Saint-Martin votaron a favor de la autonomía de sus municipios, que se convirtieron en dos Colectividades de Ultramar (COM) separadas de las demás dependencias y de Guadalupe, por la ley orgánica del 21 de febrero de 2007.
El 20 de enero de 2009 comenzaron las huelgas generales del L.K.P Liyannaj Kont Pwofitasyon (Sindicato contra los especuladores), que duraron hasta el 4 de marzo. Este colectivo reúne a 48 sindicatos, asociaciones y organizaciones políticas. Es la primera vez que se presenta una unión de la sociedad civil de este tipo, que elabora una plataforma reivindicativa que barre todos los problemas de la isla. Hasta 100 000 personas, es decir, 1/4 de la población, se manifestaron en las calles. A continuación, el LKP acusó públicamente al Estado francés diseccionando los mecanismos de un sistema inegalitario. Estos 44 días de parálisis debilitaron la economía de Guadalupe y pusieron de manifiesto un profundo malestar social con el telón de fondo de la crisis económica.
En abril de 2009, para encontrar respuestas a la crisis social en ultramar, Nicolas Sarkozy abrió los Estados Generales; en numerosos talleres, entre ellos el de gobernanza, se propuso un proyecto de cambios estatutarios autónomos (art. 74 de la Constitución) y un proyecto de cambios institucionales (simplificación administrativa) basados en la asimilación legislativa (art. 73 de la Constitución), que fueron sometidos a referéndum, siguiendo el ejemplo de Martinica y la Guayana Francesa. Las poblaciones de estos dos últimos países votaron en dos referendos en enero de 2010, rechazando la autonomía en favor de la simplificación administrativa (fusión de las asambleas departamentales y regionales).
A petición del presidente de la región, Victorin Lurel, Guadalupe decidió posponer las consultas populares durante dieciocho meses, dada la proximidad de las elecciones regionales y la pluralidad de cambios estatutarios solicitados por ella misma y sus últimas dependencias. Pero al final, Guadalupe y sus dependencias formarán parte de la reforma nacional de las comunidades territoriales.

## Política
Guadalupe es al mismo tiempo una región administrativa y un departamento de ultramar de la República Francesa cuya prefectura es Basse-Terre. Como tal, es una región ultraperiférica de la Unión Europea. Está representada por cuatro diputados en la Asamblea Nacional de Francia, y tres senadores.

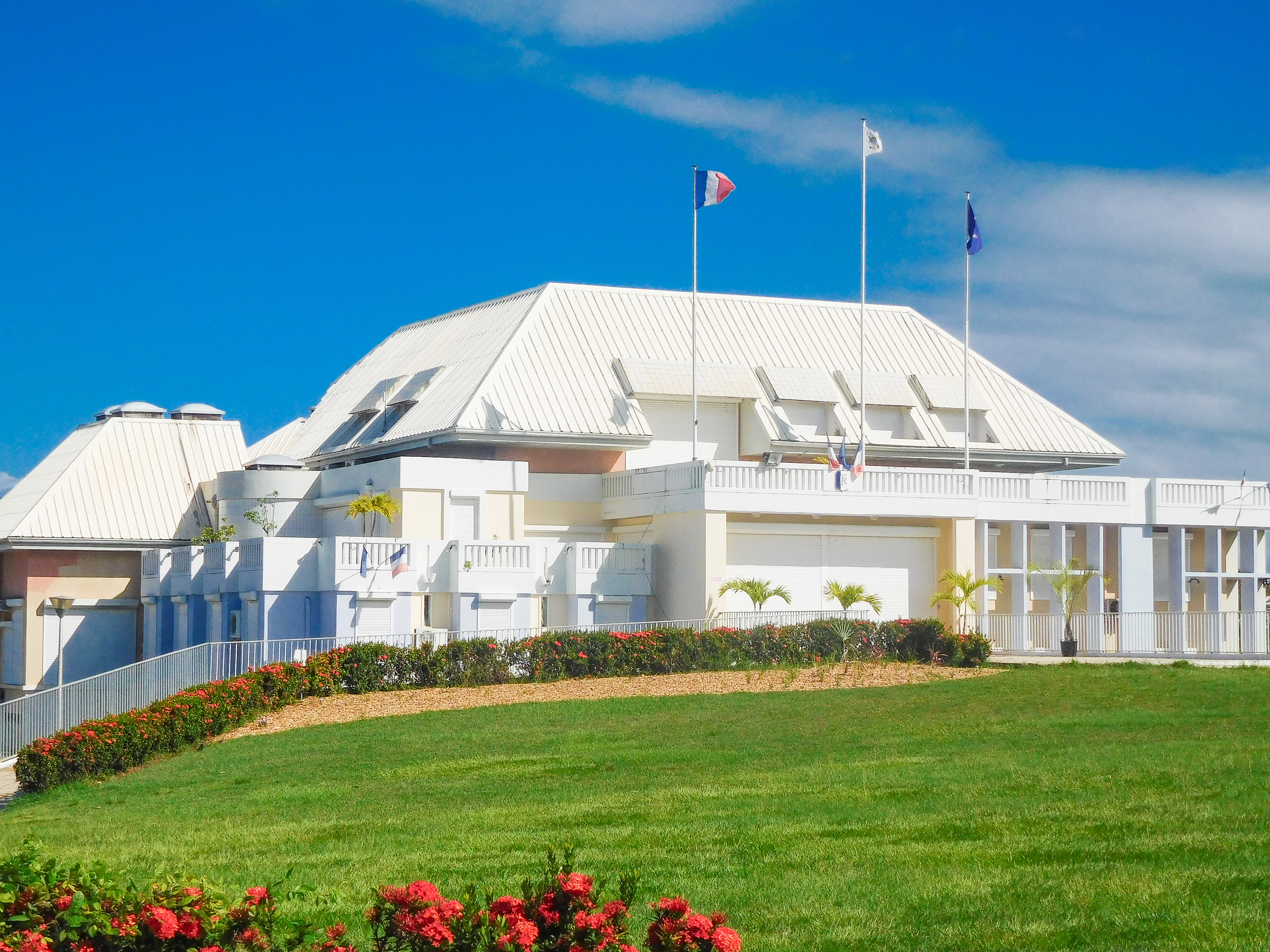
Sede del Ayuntamiento o Alcaldía de la comuna de Goyave

En 2003 se propuso la fusión de las instituciones regionales y departamentales en un nuevo modo de organización. Esta proposición ha sido rechazada por referéndum. Sin embargo, las islas de Saint-Barthélemy y de Saint-Martin aceptaron la reforma, que proponía hacer de cada una de ellas una colectividad territorial distinta de Guadalupe. Estas dos islas dejaron de estar unidas a Guadalupe cuando la reforma se puso en funcionamiento, el 22 de febrero de 2007.
Existen varios partidos políticos: Guadeloupe Unie Socialisme et Réalités, Federación Guadalupeña del Partido Socialista, Federación Guadalupeña por el encuentro de la República, Federación Guadalupeña por la Unión por la Democracia Francesa, Partido Comunista Guadalupeño, Partido Democrático Guadalupeño, Unión Popular por la Liberación de la Guadalupe y la Alianza Revolucionaria Caribe, siendo los tres últimos mencionados los que claman por la independencia de la isla.
Pese a que los símbolos de la República francesa son oficiales en Guadalupe, existe una bandera y un escudo, de uso no oficial que es un estandarte en el que figuran los elementos del escudo de armas de Pointe-à-Pitre, una de las ciudades más importantes de la isla, como símbolo que representa a toda la isla.

### Geopolítica
Desde el punto de vista geoestratégico, Guadalupe está situada en una zona central del archipiélago caribeño  entre el océano Atlántico y el mar Caribe. Esta ubicación en la región permite a Francia tener alcance en una gran parte de la costa oriental del continente americano. La zona económica exclusiva formada por Guadalupe y Martinica abarca algo más de 126 146 km². En 1980 Francia estableció sus límites marinos en el área firmando un Tratado con Venezuela.
Esto ofrece a Francia importantes recursos pesqueros e independencia para desarrollar una política soberana de investigación y protección submarina (protección de las ballenas jorobadas, reserva Cousteau, protección de los arrecifes de coral). Por su posición geográfica, Guadalupe permite a Francia participar en los diálogos políticos y diplomáticos tanto a nivel regional (Pequeñas y Grandes Antillas) como continental (América Latina y del Norte).

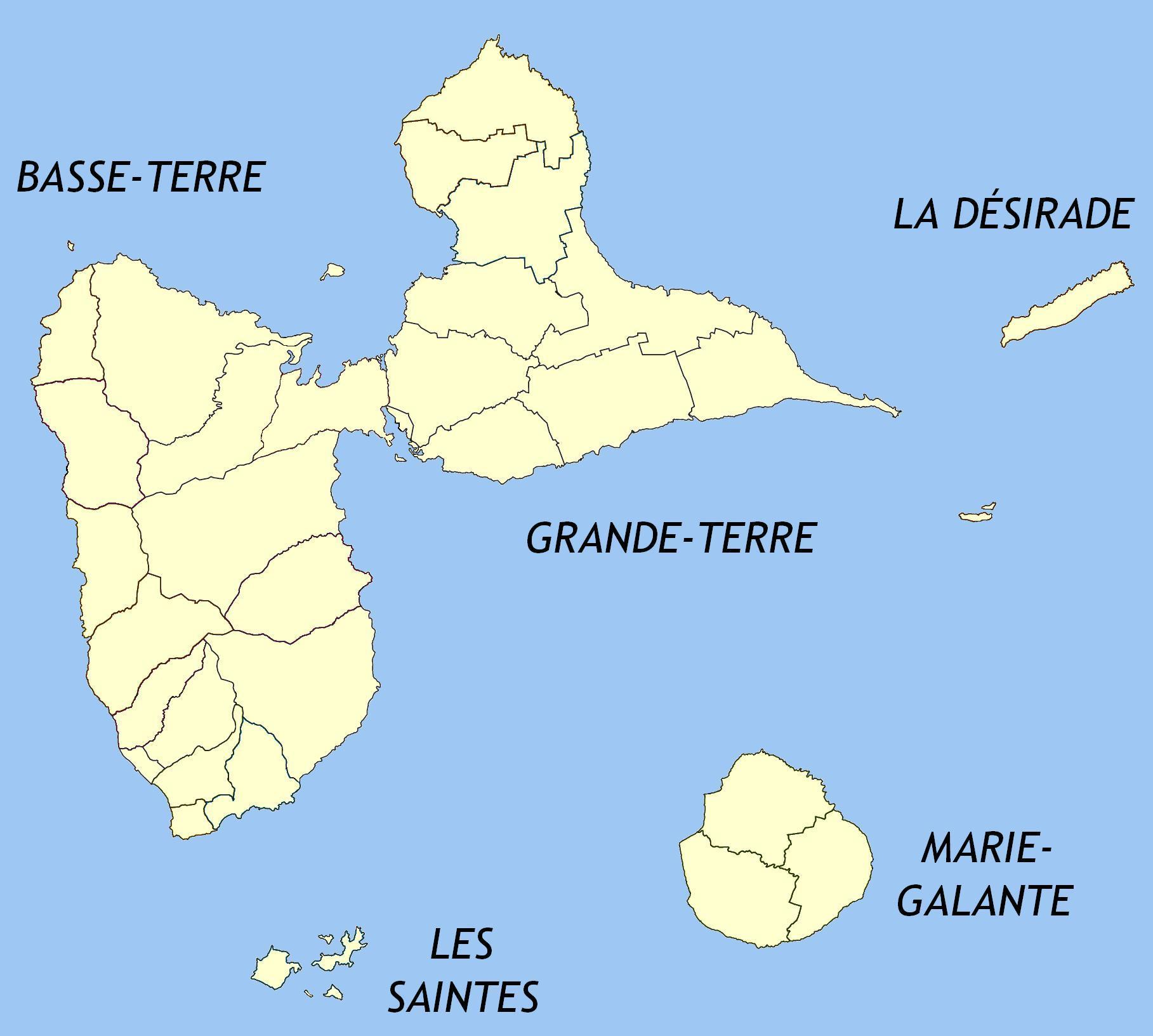
Islas y comunas de Guadalupe.

La firma del Convenio Regional para la Internacionalización de la Empresa (CRIE), la adhesión a la Comisión Económica para América Latina y el Caribe (CEPAL) y la pertenencia a la Asociación de Estados del Caribe (AEC) son hitos que han permitido a Guadalupe desarrollar sus relaciones bilaterales o multilaterales en el marco de acuerdos o instituciones internacionales. El desarrollo de asociaciones económicas bilaterales y multilaterales con otros Estados caribeños y americanos se basa en la modernización del puerto autónomo de Guadalupe y en la importancia del aeropuerto internacional Guadalupe-Polo Caribe.
Cassié Général de la Securité Sociale de la Guadeloupe es miembro de la Conferencia interamericana de seguridad social (CISS).

## Organización territorial
Para su administración, Guadalupe está dividido en distritos, cantones y comunas. Los dos distritos son:
1. Distrito de Basse-Terre, (prefectura del departamento de Guadalupe: Basse-Terre) con diecisiete cantones y dieciocho comunas.
2. Distrito de Pointe-à-Pitre, (subprefectura: Pointe-à-Pitre) con veintitrés cantones y catorce comunas.

## Geografía
Situado a 16°17′ de latitud Norte y 61°29′ de longitud Oeste, el Departamento de Guadalupe es un grupo insular de las Pequeñas Antillas. Como ya se ha dicho, las islas reciben su nombre tras la llegada a ellas de Cristóbal Colón en su segundo viaje. Tras el largo viaje cruzando el océano Atlántico la expedición llegó a La Deseada (en francés, La Désirade) dándole ese nombre debido al deseo por pisar tierra firme de los marineros.
El departamento está formado por las islas siguientes:

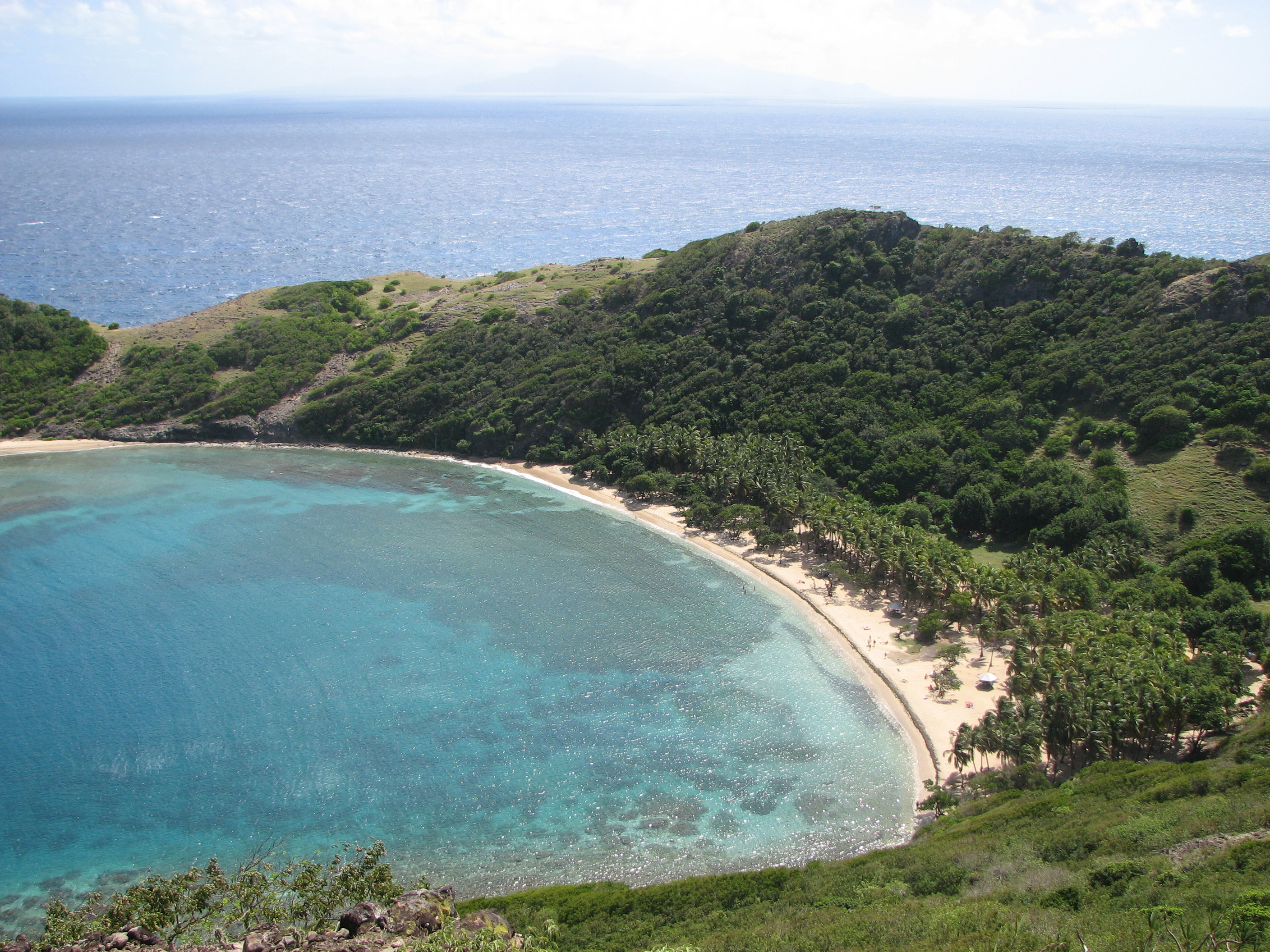
Islas de los Santos (Îles des Saintes), Guadalupe

- Guadalupe propiamente dicha que está compuesta por dos islas distintas, separadas por un estrecho brazo de mar, llamado la Rivière Salée, pero conectadas entre ellas por dos puentes. Estas dos islas son la Basse-Terre (848 km²), la más grande y montañosa de las dos que es de origen volcánico y cuyo punto más alto es el volcán activo de La Soufrière (1467 m) y la segunda, la Grande-Terre (588 km²), de sustrato calcáreo, compuesta por una llanura árida dentada de costas rocosas y salvajes. Es en la costa sur de la Grande-Terre donde se sitúa la mayoría de centros turísticos, con playas de arena blanca y arrecifes coralinos. Esta zona se conoce como la Riviera. 1438 km² Capital Basse-Terre
- Marigalante: 158 km² Capital Grand Bourge
- La Deseada: 20,64 km² Capital Grande-Anse
- Los Santos: 12,8 km² Capital Terre-de-Haute 9 islas e islotes, 2 de ellas habitadas, Terre-de-Haut y Terre-de-Bas.
- Petite Terre 1,7 km² 2 islotes.

La isla de San Bartolomé (25 km², capital Gustavia), además de la parte norte de la Isla de San Martín (53 km², capital Marigot), dependían administrativamente de Guadalupe, de la que se separaron para convertirse en sendas colectividades de ultramar en febrero de 2007. Están situadas más al noroeste y separadas del resto de Guadalupe por San Cristóbal y Nieves, Montserrat y Antigua y Barbuda. Las islas de los Santos, también tiene proyectos para separarse pero esta a la espera de la celebración de un referéndum.

### Clima
Las islas forman parte del archipiélago de Sotavento, llamado así por estar a sotavento de los vientos alisios dominantes, que soplan del noreste, lo que era importante en la época de los barcos de vela. Grande-Terre se llama así porque está en el lado oriental, o de barlovento, expuesto a los vientos del Atlántico. Basse-Terre se llama así porque está en el lado suroeste, a sotavento, y protegida de los vientos. Guadalupe tiene un clima tropical templado por las influencias marítimas y los vientos alisios. Hay dos estaciones, la seca, llamada "cuaresma", de enero a junio, y la húmeda, llamada "invierno", de julio a diciembre.

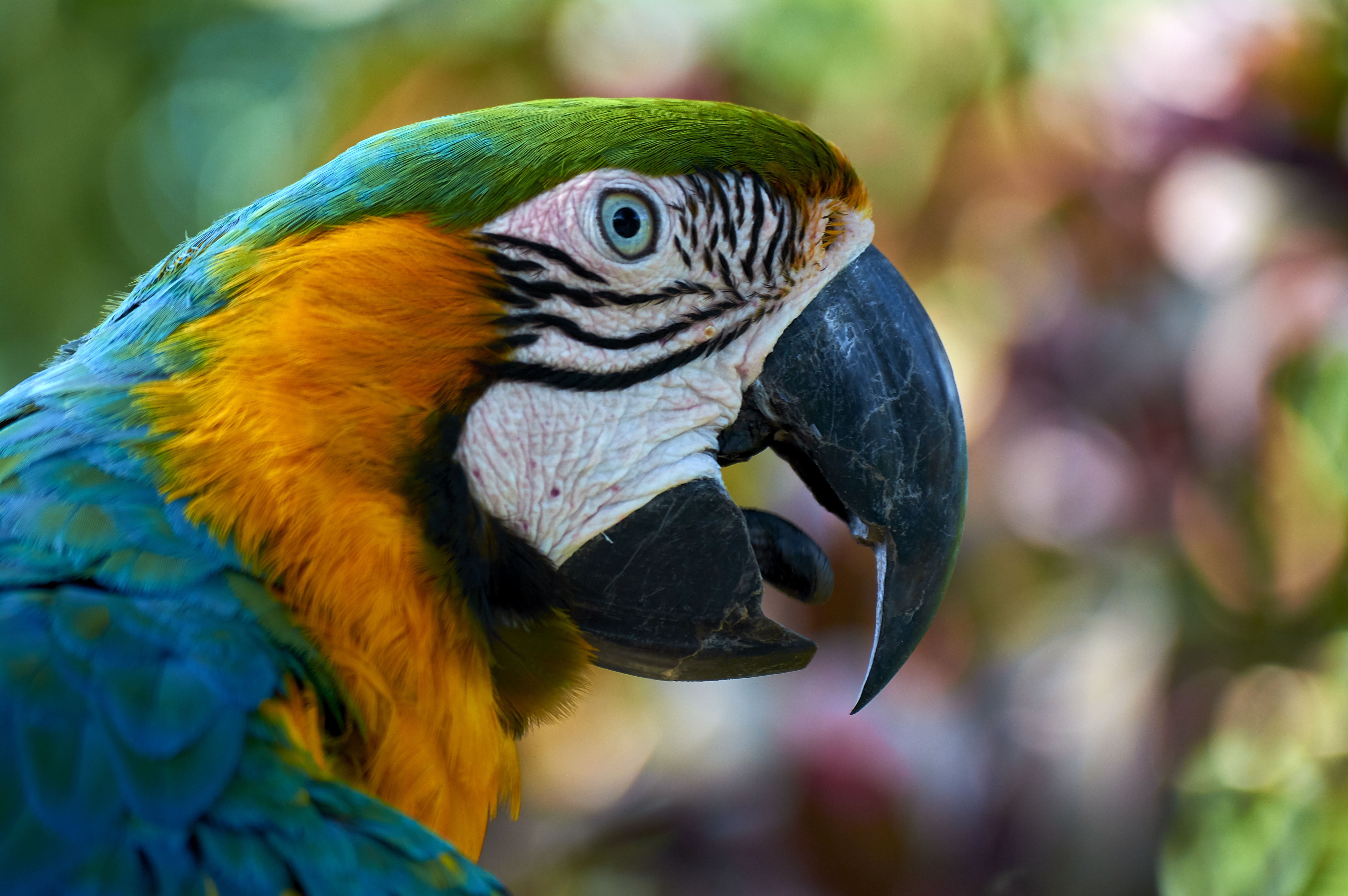
Una guacamaya azul en Guadalupe.

La isla es vulnerable a los huracanes; entre las tormentas que han tocado tierra en las islas están: el huracán Cleo en 1964, el huracán Hugo en 1989 y el huracán María en 2017.
| Parámetros climáticos promedio de Guadalupe | Parámetros climáticos promedio de Guadalupe | Parámetros climáticos promedio de Guadalupe | Parámetros climáticos promedio de Guadalupe | Parámetros climáticos promedio de Guadalupe | Parámetros climáticos promedio de Guadalupe | Parámetros climáticos promedio de Guadalupe | Parámetros climáticos promedio de Guadalupe | Parámetros climáticos promedio de Guadalupe | Parámetros climáticos promedio de Guadalupe | Parámetros climáticos promedio de Guadalupe | Parámetros climáticos promedio de Guadalupe | Parámetros climáticos promedio de Guadalupe | Parámetros climáticos promedio de Guadalupe |
| Mes                                         | Ene.                                        | Feb.                                        | Mar.                                        | Abr.                                        | May.                                        | Jun.                                        | Jul.                                        | Ago.                                        | Sep.                                        | Oct.                                        | Nov.                                        | Dic.                                        | Anual                                       |
| ------------------------------------------- | ------------------------------------------- | ------------------------------------------- | ------------------------------------------- | ------------------------------------------- | ------------------------------------------- | ------------------------------------------- | ------------------------------------------- | ------------------------------------------- | ------------------------------------------- | ------------------------------------------- | ------------------------------------------- | ------------------------------------------- | ------------------------------------------- |
| Temp. máx. media (°C)                       | 29.1                                        | 29.1                                        | 29.4                                        | 30.1                                        | 30.7                                        | 31.3                                        | 31.5                                        | 31.6                                        | 31.5                                        | 31.2                                        | 30.5                                        | 29.6                                        | 30.5                                        |
| Temp. media (°C)                            | 24.5                                        | 24.5                                        | 24.9                                        | 25.9                                        | 26.9                                        | 27.5                                        | 27.6                                        | 27.7                                        | 27.4                                        | 27.0                                        | 26.3                                        | 25.2                                        | 26.3                                        |
| Temp. mín. media (°C)                       | 19.9                                        | 19.9                                        | 20.4                                        | 21.7                                        | 23.1                                        | 23.8                                        | 23.8                                        | 23.7                                        | 23.3                                        | 22.9                                        | 22.1                                        | 20.9                                        | 22.1                                        |
| Precipitación total (mm)                    | 84                                          | 64                                          | 73                                          | 123                                         | 148                                         | 118                                         | 150                                         | 198                                         | 236                                         | 228                                         | 220                                         | 137                                         | 1779                                        |
| Días de precipitaciones (≥ )                | 15.0                                        | 11.5                                        | 11.5                                        | 11.6                                        | 13.6                                        | 12.8                                        | 15.4                                        | 16.2                                        | 16.6                                        | 18.1                                        | 16.6                                        | 15.7                                        | 174.6                                       |
| Horas de sol                                | 235.6                                       | 229.1                                       | 232.5                                       | 240.0                                       | 244.9                                       | 237.0                                       | 244.9                                       | 248.0                                       | 216.0                                       | 217.0                                       | 207.0                                       | 223.2                                       | 2775.2                                      |
| Fuente: Hong Kong Observatory               |                                             |                                             |                                             |                                             |                                             |                                             |                                             |                                             |                                             |                                             |                                             |                                             |                                             |

Una de las diferencias de esta isla con respecto a las otras antillas menores son los cursos fluviales y los saltos de agua. Una de los más célebres es la cascada de Acomat.

### Geología

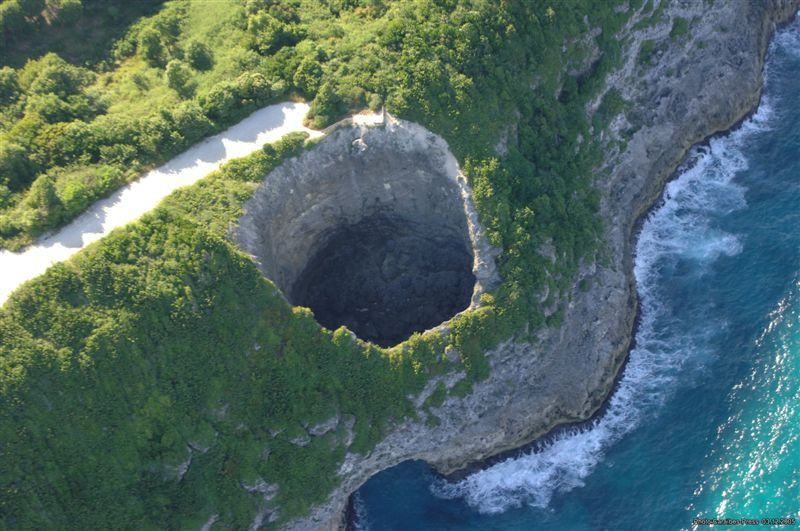
Gueule Grand Gouffre, un complejo geomorfológico que incluye una sima litoral y un arco natural en Saint-Louis de Marie-Galante, Guadalupe.

Basse-Terre es una isla volcánica. Las Antillas Menores se encuentran en el borde exterior de la Placa del Caribe, y Guadalupe forma parte del arco exterior del Arco Volcánico de las Antillas Menores. Muchas de las islas se formaron como resultado de la subducción de la corteza oceánica de la Placa Atlántica bajo la Placa del Caribe en la zona de subducción de las Antillas Menores. Este proceso continúa y es responsable de la actividad volcánica y sísmica de la región. Guadalupe se formó a partir de múltiples volcanes, de los cuales solo La Grande Soufrière no se ha extinguido. Su última erupción tuvo lugar en 1976 y provocó la evacuación de la parte sur de Basse-Terre. 73 600 personas fueron desplazadas durante los tres meses y medio siguientes a la erupción.
La datación K-Ar indica que los tres macizos del norte de la isla de Basse-Terre tienen 2,79 millones de años. Algunas secciones de los volcanes se derrumbaron y erosionaron en los últimos 650 000 años, tras lo cual el volcán Sans Toucher creció en la zona derrumbada. Los volcanes del norte de la isla de Basse-Terre produjeron principalmente andesita y andesita basáltica. Hay varias playas de arena oscura o "negra".
La Désirade (La Deseada), al este de las islas principales, tiene un basamento del Mesozoico, superpuesto a gruesas calizas del Plioceno al Cuaternario.
Grande-Terre y María Galante tienen basamentos probablemente compuestos por unidades volcánicas del Eoceno al Oligoceno, pero no hay afloramientos visibles. En Grande-Terre, la plataforma carbonatada suprayacente tiene un espesor de 120 metros.

### Paisajes y medio ambiente

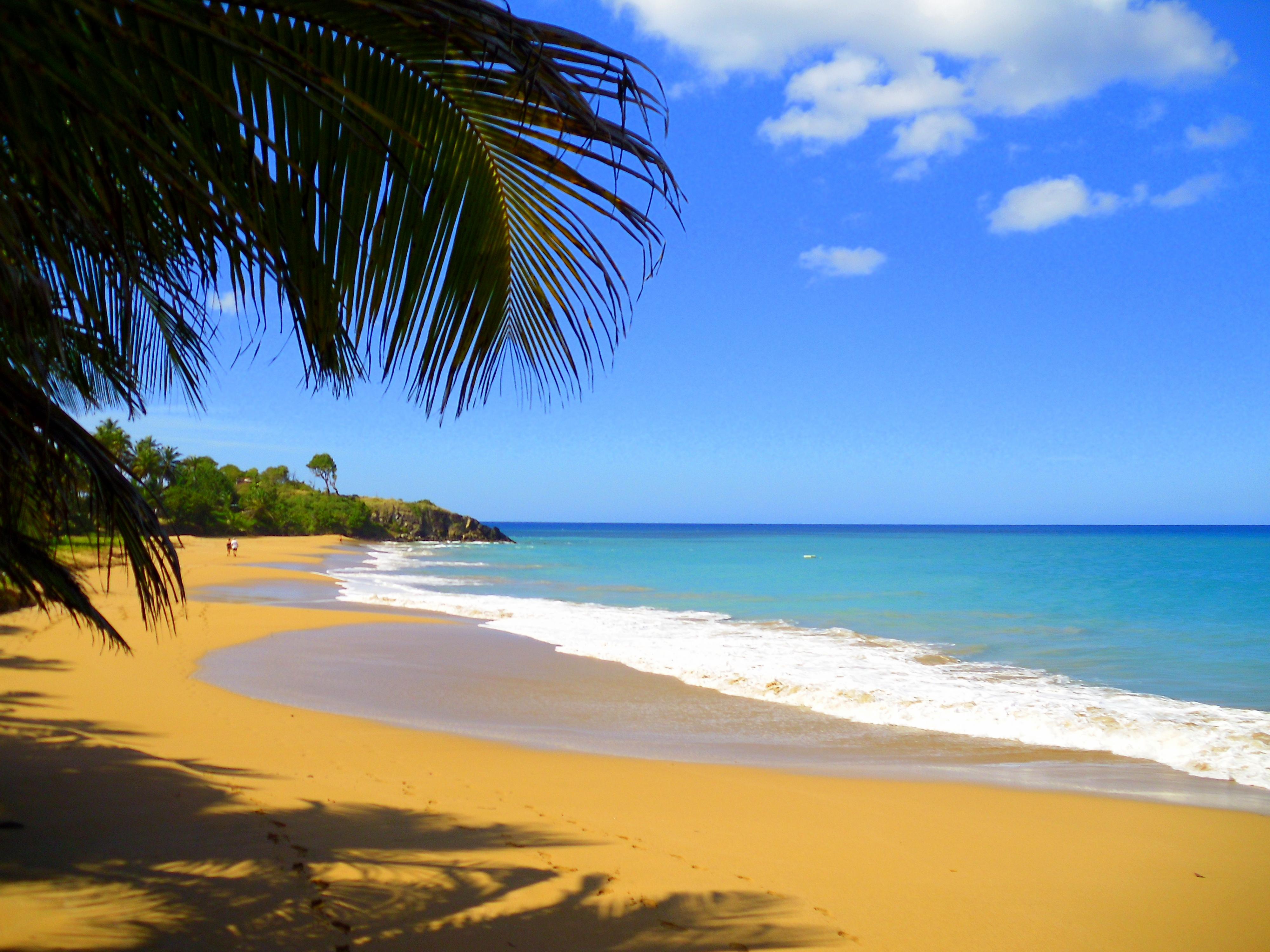
Playa de Grande Anse

La isla de Basse-Terre es el macizo montañoso más alto de las Antillas Menores y tiene en su territorio el volcán de la Soufrière, también llamado la Vieja Dama, el punto más alto de las Antillas Menores. Está llena de cascadas, ríos, playas de arena dorada o negra, y un bosque tropical cubre su macizo montañoso.
La isla de Grande-Terre se compone (al oeste) de una llanura bordeada por un manglar que se hace más denso desde Gosier hasta Port-Louis, de la región de Grands Fonds (en el centro) y de una meseta árida, dentada con costas rocosas y salvajes (de norte a este). La costa sur de Grande-terre, salpicada de playas de arena blanca al abrigo de arrecifes de coral, concentra las grandes estaciones balnearias de Gosier, Sainte-Anne y Saint-François.
La isla de Marie-Galante se caracteriza en el norte por la presencia de un acantilado calcáreo y luego, en el este y el sur, por una meseta que se convierte en "mornes" para inclinarse en fuertes pendientes hacia una llanura costera. Esta llanura limita con el océano Atlántico, protegido por una barrera de coral. Al oeste de la isla, frente a Basse-Terre, las playas y los manglares se extienden a lo largo del mar Caribe y un humedal costero natural se extiende hasta la bahía de Folle-Anse.
Guadalupe y las Indias Occidentales son un foco de biodiversidad. Al igual que las demás Antillas Menores, Guadalupe emergió del océano hace menos de cinco millones de años y su aislamiento ha favorecido la aparición de un alto índice de endemismo. El archipiélago estaba totalmente cubierto de bosques antes de la llegada de los europeos en el siglo XVI, y esta llegada vino acompañada de invasiones biológicas y desmontes que tuvieron un grave impacto en la biodiversidad. Muchas especies han desaparecido de la isla, como la amazona guadalupeña, la rata mondoungue, el manatí del Caribe, la foca monje del Caribe y el améive guadalupeño. Según un informe del DEAL de Guadalupe y Martinica: se han introducido en las Antillas francesas 1.260 plantas vasculares, ocho mamíferos, 14 aves, 11 reptiles, cuatro anfibios y cuatro especies de peces de agua dulce. Entre ellas, la Miconia calvescens, la rata, la mangosta, el pez león y la hormiga de la yuca se consideran especies invasoras.

### Flora terrestre y acuática

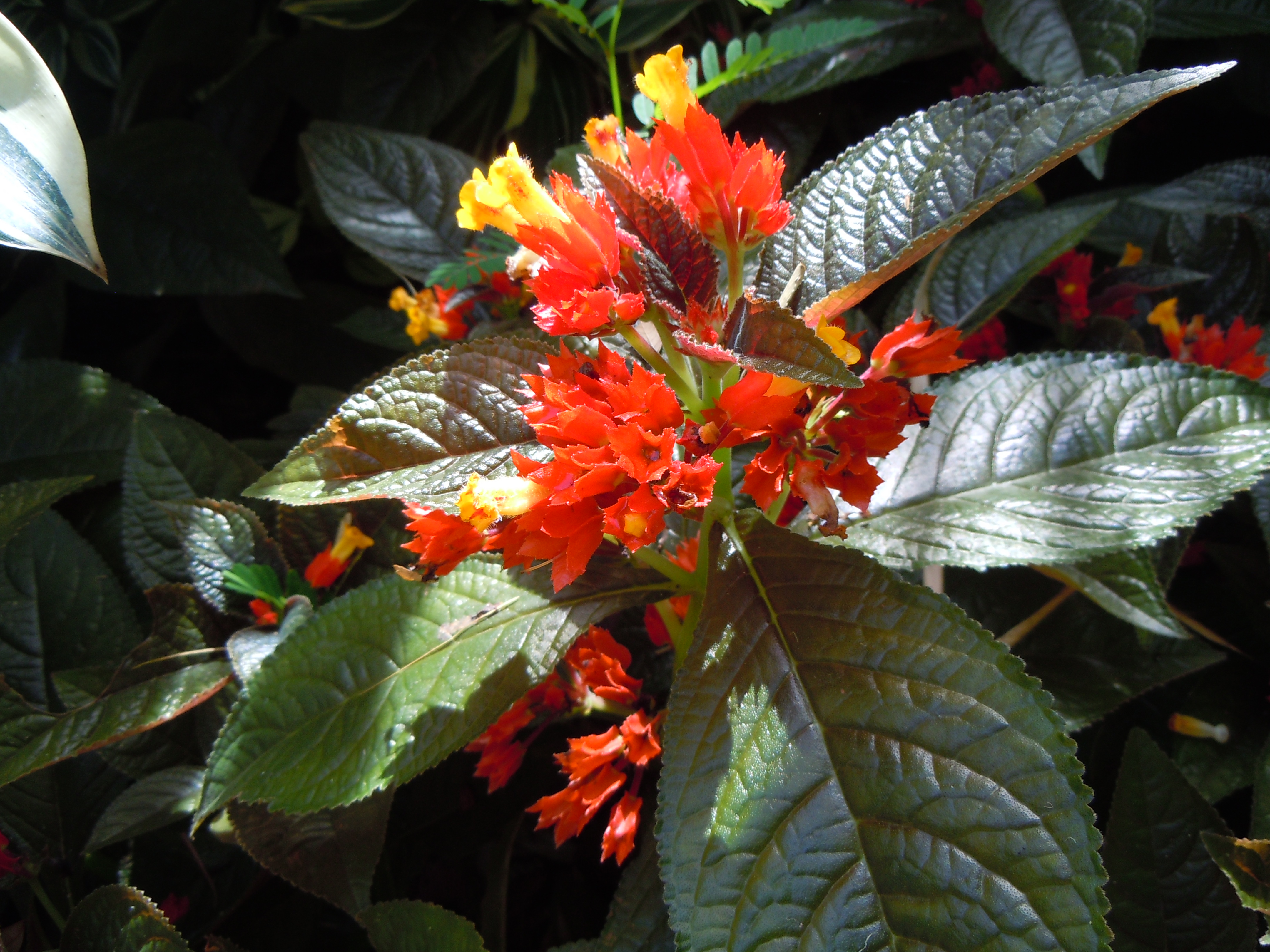
Chrysothemis pulchella en el Jardín botánico de Deshaies

Entre los 300 y los 1000 m de altitud se desarrolla la selva tropical que cubre gran parte de la isla de Basse-Terre. Allí se encuentran el árbol de la goma blanca, el acomat-boucan o el castaño, el marbri o bois-bandé o la adelfa; arbustos y plantas herbáceas como la palmera de montaña, el balisier o los helechos; muchas epífitas: bromelias, filodendros, orquídeas y lianas. Por encima de los 1000 m, se desarrolla la sabana húmeda, compuesta por musgos, líquenes, esfagnos o plantas más vigorosas como el mangle de montaña, la violeta de altura o el tomillo de montaña.
El bosque seco ocupa gran parte de las islas de Grande-Terre, Marie-Galante, Les Saintes, La Désirade y también se desarrolla en la costa de sotavento de Basse-Terre. El bosque costero es más difícil de desarrollar por la naturaleza del suelo (arenoso, rocoso), la salinidad, la insolación y el viento y es el entorno donde crecen la uva de mar, la mancenilla (un árbol muy tóxico cuyo tronco está marcado con una línea roja), el icaquier o el cocotero. En los acantilados y en las zonas áridas se encuentran cactus como el cactus-cigarro (Cereus), el higo chumbo, el cactus-castaña, el cactus "Tête à l'anglais" y los aloes.
El manglar que bordea algunas costas guadalupanas está estructurado en tres niveles, que van del más cercano al mar al más lejano. En el primer nivel están los manglares rojos; en el segundo, a unos diez metros del mar, los manglares negros forman el manglar arbustivo; en el tercer nivel los manglares blancos forman el manglar alto. Detrás del manglar, donde la marea y la sal no penetran, se desarrolla a veces un bosque pantanoso, único en Guadalupe. La especie representativa de este entorno es el Mangle-medaille.
Un informe del DEAL informa que en 2020 Guadalupe cuenta con :
- 256 especies vegetales amenazadas, como la Brassavola cucullata, también llamada Bois baguette o Bois café
- 110 otras especies casi amenazadas, como el Courbaril (clasificado como "vulnerable"), el Gaïac (clasificado como "en peligro"), el cactus Tête (clasificado como "en peligro crítico")[18]
- cinco especies extinguidas (incluidas cuatro orquídeas).

Las praderas marinas, como las que bordean la laguna del Grand Cul-de-sac marin, son verdaderas praderas submarinas que constituyen un ecosistema y una zona de transición entre el manglar y los arrecifes de coral. Se pueden encontrar cuatro especies de plantas marinas con flor, de las cuales Thalassia testudinum es la más extendida.

### Fauna terrestre y acuática

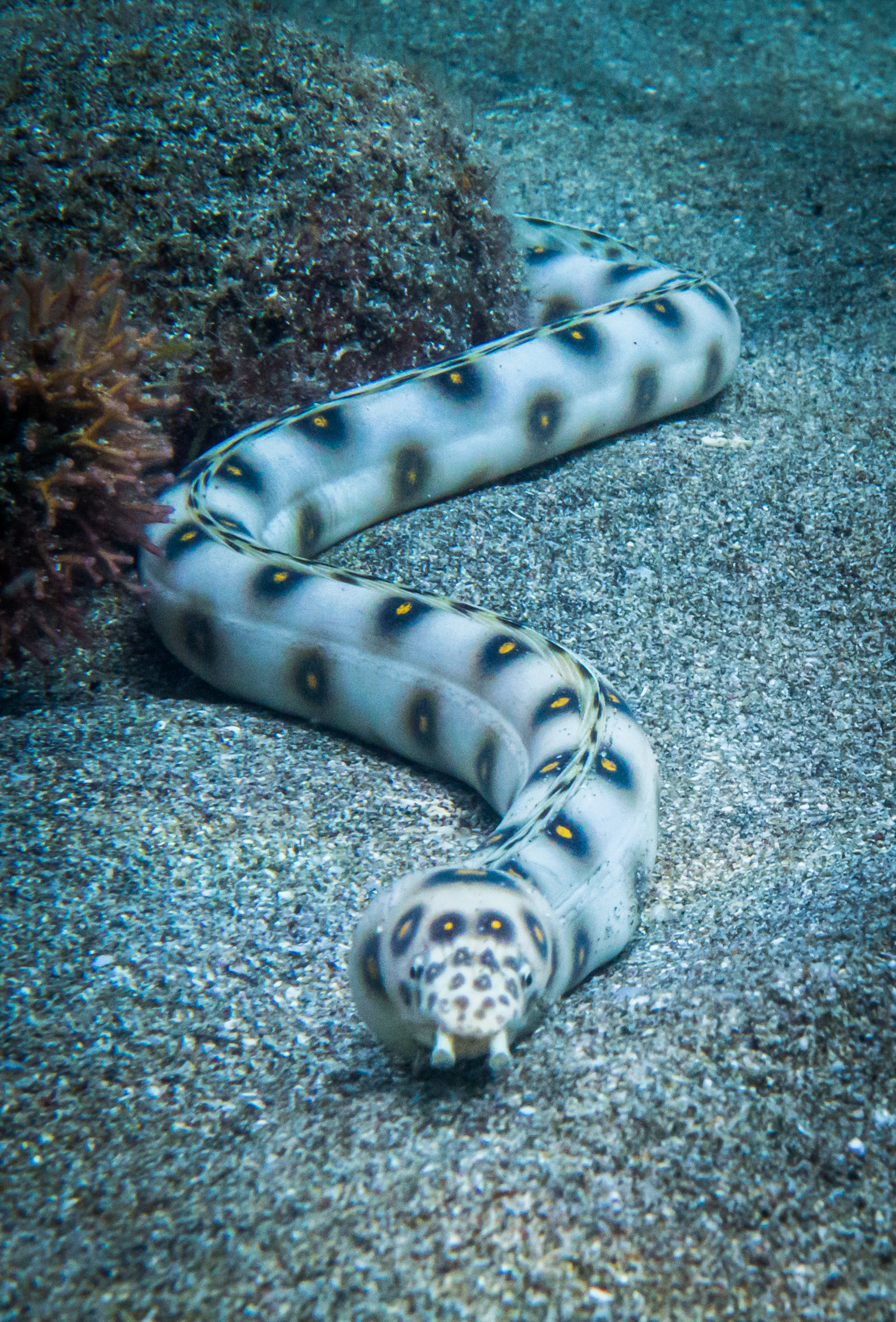
Myrichthys ocellatus (Serpiente ovalada) de Guadalupe

Guadalupe cuenta con numerosas especies de insectos que van desde las mariposas, los fásmidos llamados localmente caballo del diablo, hasta una especie endémica de araña: la Holothele sulfurensis. La isla también cuenta con escarabajos de gran tamaño, como el Hércules Dynaste.
Hay reptiles como la tortuga de patas rojas o molokoi, dos especies de serpientes: Alsophis antillensis y Alsophis sanctonum, una pequeña serpiente parecida a una lombriz: Typhlops guadeloupensis, dos especies de iguanas: Iguana delicatissima e Iguana iguana, una salamanquesa llamada localmente mabouia y pequeños lagartos llamados anolis. Dos batracios son endémicos de la Basse-Terre: el hylode de Pinchon y el hylode de Barlagne.
El archipiélago cuenta también con una gran diversidad de aves, como el colibrí crestado, el pájaro carpintero de Guadalupe (ave endémica clasificada como "casi amenazada"), el cernícalo, el pelícano pardo y la fragata.
Se calcula que en Guadalupe viven 13 especies de murciélagos, desde el myotis de Dominica (4 gramos) hasta el gran noctilión pescador (más de 70 gramos). El territorio también cuenta con un murciélago endémico: el murciélago pardo grande de Guadalupe. Por último, entre los mamíferos, mencionemos el mapache (mascota del parque nacional de Guadalupe) y el agutí dorado (animal protegido en peligro de extinción).
Guadalupe está bordeada de arrecifes de coral y el situado en el Grand Cul-de-sac Marin, de 29 km de longitud, es el más largo de las Antillas Menores. Esta zona alberga 50 especies de coral, incluidas las gorgonias. Desde 2017, 16 corales están protegidos en las Antillas francesas.
Algunos cursos de agua están a veces poblados por ouassous (camarones locales de agua dulce).
Las aguas de Guadalupe también son ricas en especies animales que van desde los invertebrados (esponjas, monedas caribeñas, anémonas de mar, estrellas de mar) hasta los grandes mamíferos (cachalote o ballena jorobada), pasando por los peces de arrecife (loro, pez león, pez cofre, congrio, diodonte), peces costeros y oceánicos (pez gar, exocet, pez delfín, tiburones, aguja, pez espada), y reptiles (tortuga boba, tortuga golfina, tortuga karate, tortuga verde)

### Preservación del medio ambiente
En las últimas décadas, los entornos naturales de Guadalupe se han visto afectados por la caza y la pesca, el retroceso del bosque, la urbanización y la suburbanización. También sufren el desarrollo de los cultivos intensivos (plátano y caña de azúcar, en particular), que alcanzaron su punto álgido en los años 1955-75. Esto ha llevado a la siguiente situación: los lechos de hierbas marinas y los arrecifes se han degradado hasta en un 50% en torno a las grandes islas; los manglares y las mantitas casi han desaparecido en Marie-Galante, Les Saintes y La Désirade; la salinidad de la capa freática dulce ha aumentado debido a "la intensidad de uso de la capa"; y la contaminación de origen agrícola (pesticidas y compuestos nitrogenados).

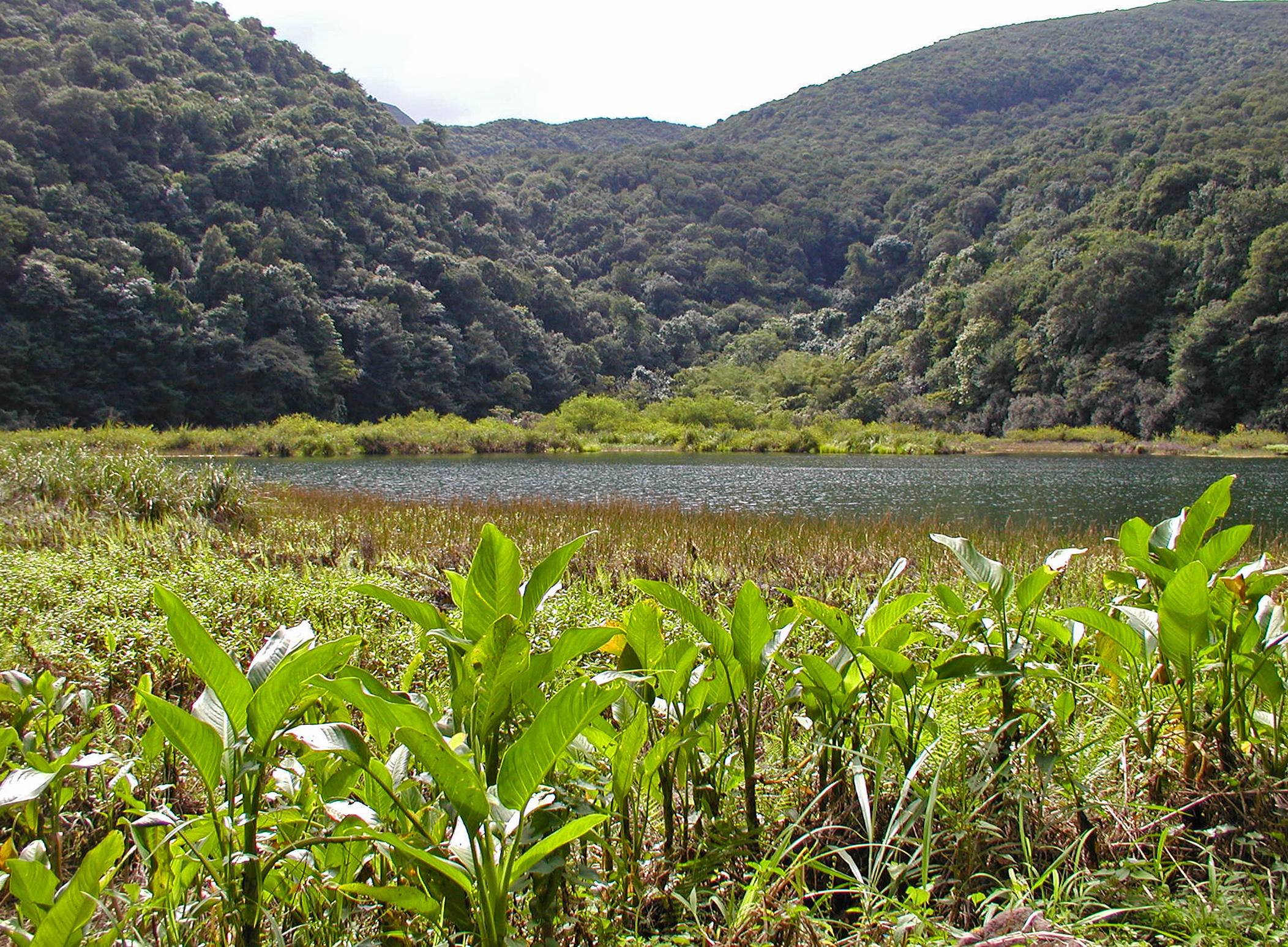
Grand Etang, Guadalupe

Además, el estudio ChlEauTerre, desvelado en marzo de 2018, concluye que se encontraron 37 moléculas antropogénicas diferentes (más de la mitad de las cuales provienen de residuos de pesticidas ahora prohibidos, como la clordecona) en "el 79 % de las cuencas hidrográficas analizadas en Grande-Terre y el 84 % en Basse-Terre." Un informe de la Oficina del Agua de Guadalupe señala que en 2019 hay una "degradación generalizada de las masas de agua".
A pesar de todo, existe la voluntad de preservar estos entornos cuya vegetación y paisaje se conservan en algunas partes de las islas y constituyen un activo sensible para el turismo. Estas zonas están parcialmente protegidas y clasificadas como ZNIEFF, a veces con categoría de reserva natural, y varias cuevas albergan quirópteros protegidos.
En este sentido, el parque nacional de Guadalupe fue creado el 20 de febrero de 1989. En 1992, bajo los auspicios de la UNESCO, se creó la Reserva de la Biosfera del Archipiélago de Guadalupe (Réserve de biosphère de l'archipel de la Guadeloupe). Y a raíz de esto, el 8 de diciembre de 1993, el sitio marino de Grand Cul-de-sac fue catalogado como humedal de importancia internacional. La isla se convirtió así en el departamento de ultramar con más zonas protegidas.

## Peligros naturales

### Ciclones tropicales y mareas de tempestad
Situada en una región muy expuesta, Guadalupe y sus dependencias tienen que hacer frente a muchos ciclones. El huracán más mortífero que azotó Guadalupe fue el de Pointe-à-Pitre de 1776, que mató al menos a 6.000 personas.
El 16 de septiembre de 1989, el huracán Hugo causó graves daños en las islas del archipiélago y dejó una profunda huella en la memoria de los habitantes locales. En 1995, tres huracanes (Iris, Luis y Marilyn) azotaron el archipiélago en menos de tres semanas.
Algunos de los huracanes más mortales que han azotado Guadalupe son los siguientes:
En el siglo XX: 12 de septiembre de 1928: huracán Okeechobee; 11 de agosto de 1956: huracán Betsy; 22 de agosto de 1964: huracán Cleo; 27 de septiembre de 1966: huracán Inez; 16-17 de septiembre de 1989: huracán Hugo; 14-15 de septiembre de 1995: huracán Marilyn.
En el siglo XXI: 6 de septiembre de 2017: huracán Irma; 18 y 19 de septiembre de 2017: huracán María.

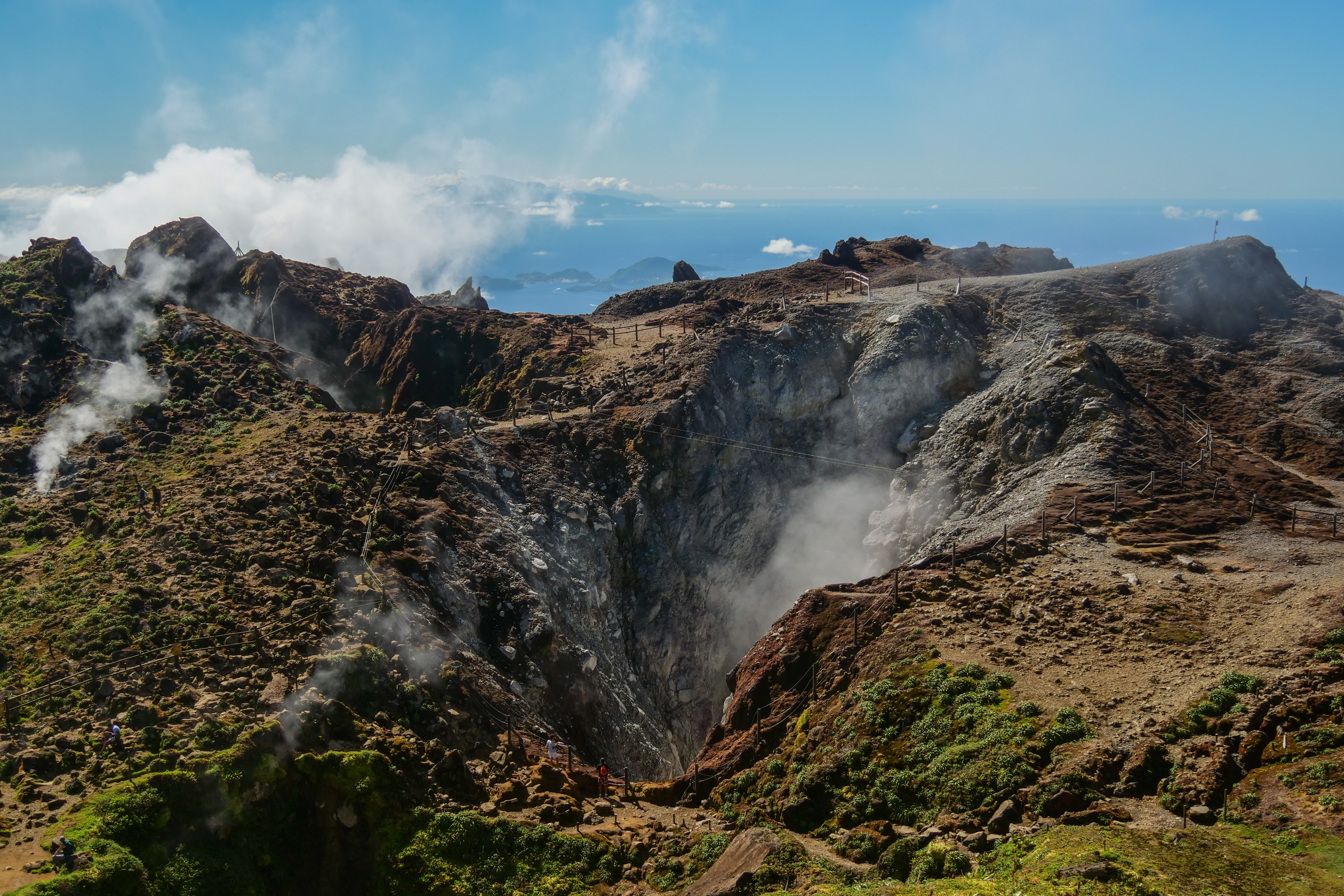
El cráter del Volcán la Soufrière y sus fumarolas.

### Terremotos y tsunamis
El archipiélago está atravesado por numerosas fallas geológicas como las de la Barre o la Cadoue, mientras que en profundidad, frente a Moule y La Désirade comienza la Falla de la Désirade, y entre el norte de María Galante y el sur de Grande-Terre comienza la Falla de María Galante. Y es por estas características geológicas que las islas del departamento de Guadalupe están clasificadas en la zona III según la zonificación sísmica de Francia y están sometidas a un plan específico de prevención de riesgos.
El terremoto de 1843 en las Antillas Menores es, a día de hoy, el más violento conocido. Causó la muerte de más de mil personas, así como daños muy importantes en Pointe-à-Pitre.
El 21 de noviembre de 2004, las islas del departamento, en particular el archipiélago de los Santos, fueron sacudidas por un violento terremoto que alcanzó una magnitud de 6,3 en la escala de Richter y causó la muerte de una persona, así como numerosos daños materiales.

## Economía

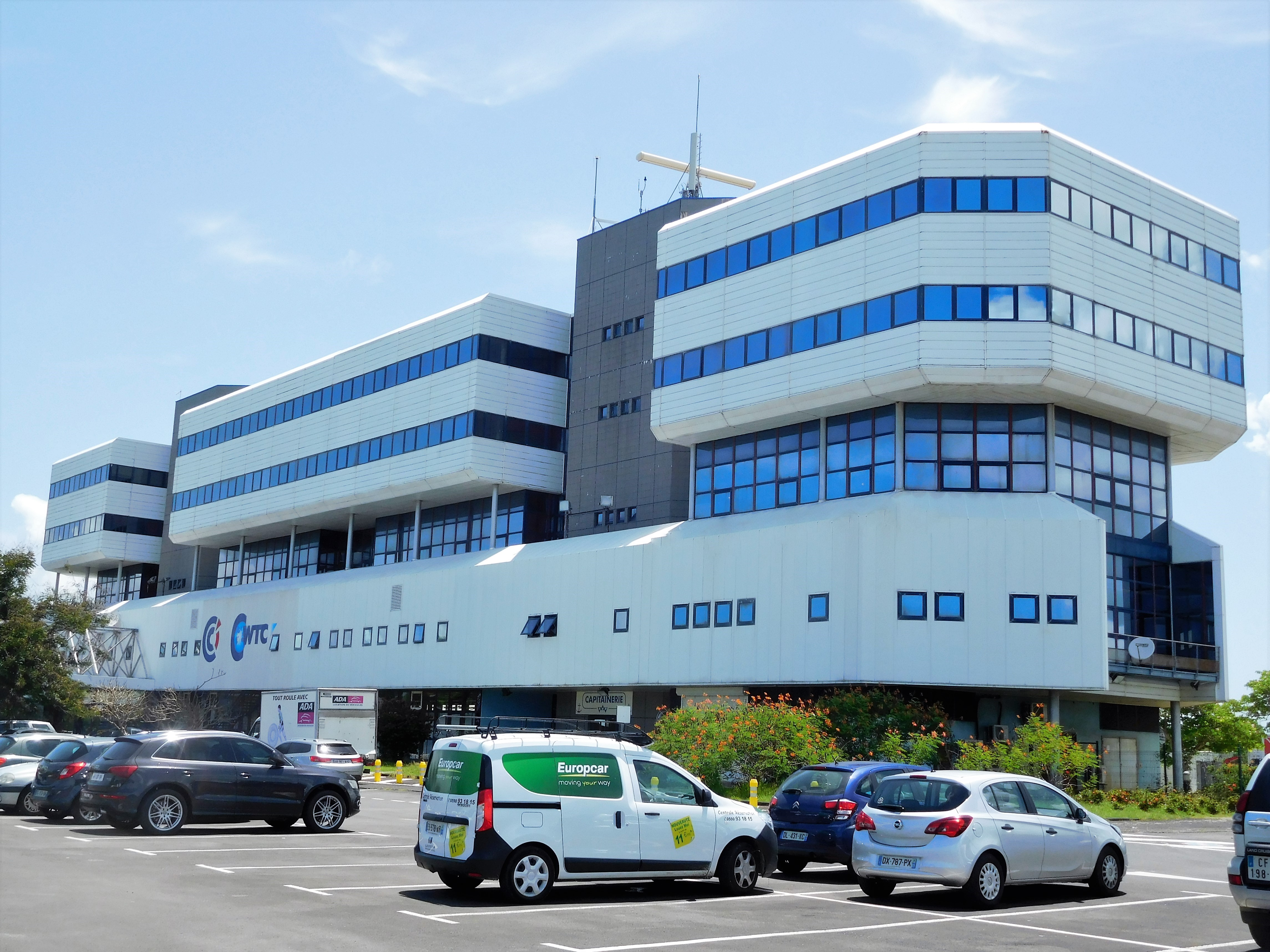
World Trade Center de Guadalupe

La economía de Guadalupe depende del turismo y de la agricultura principalmente. Su producto interior bruto por habitante equivale a la mitad del de Francia metropolitana. Por ello Guadalupe se beneficia de los fondos estructurales que otorga la Unión Europea a las zonas económicas menos favorecidas. La actual moneda es el euro, que en el año 2002 sustituyó al Franco de Guadalupe.

### Indicadores económicos, empleo y coste de la vida
La región de Guadalupe está globalmente infradotada en materia de infraestructuras, vivienda social, tecnología digital y redes energéticas. Y la tasa de cobertura de las importaciones por las exportaciones fue del 6% en 1996. Además, según la Dirección de Presupuestos, la inversión estatal media per cápita es de 116,29 euros en ultramar, frente a una media nacional de 176,40 euros. Sin embargo, a pesar de su situación económica, Guadalupe es una de las islas más ricas y estables del Caribe.
La difícil situación económica de Guadalupe se refleja en dos cifras significativas: la tasa de desempleo (23,7% de la población activa en 2015) y el segundo lugar entre las regiones más afectadas por el desempleo en la Unión Europea. Además, uno de cada dos jóvenes guadalupeños está en paro. En 2017, la tasa de desempleo en Guadalupe fue del 22%, frente al 24% de 2014 a 2016.
Según el Instituto Nacional de Estadística y Estudios Económicos (INSEE), los precios de los alimentos en Guadalupe son un 42 % más altos que en la Francia continental.

### Sectores económicos
La agricultura (caña de azúcar, plátano, melón, café, vainilla), antaño motor económico de la isla, solo sobrevive gracias a las subvenciones del Estado y las autoridades locales.

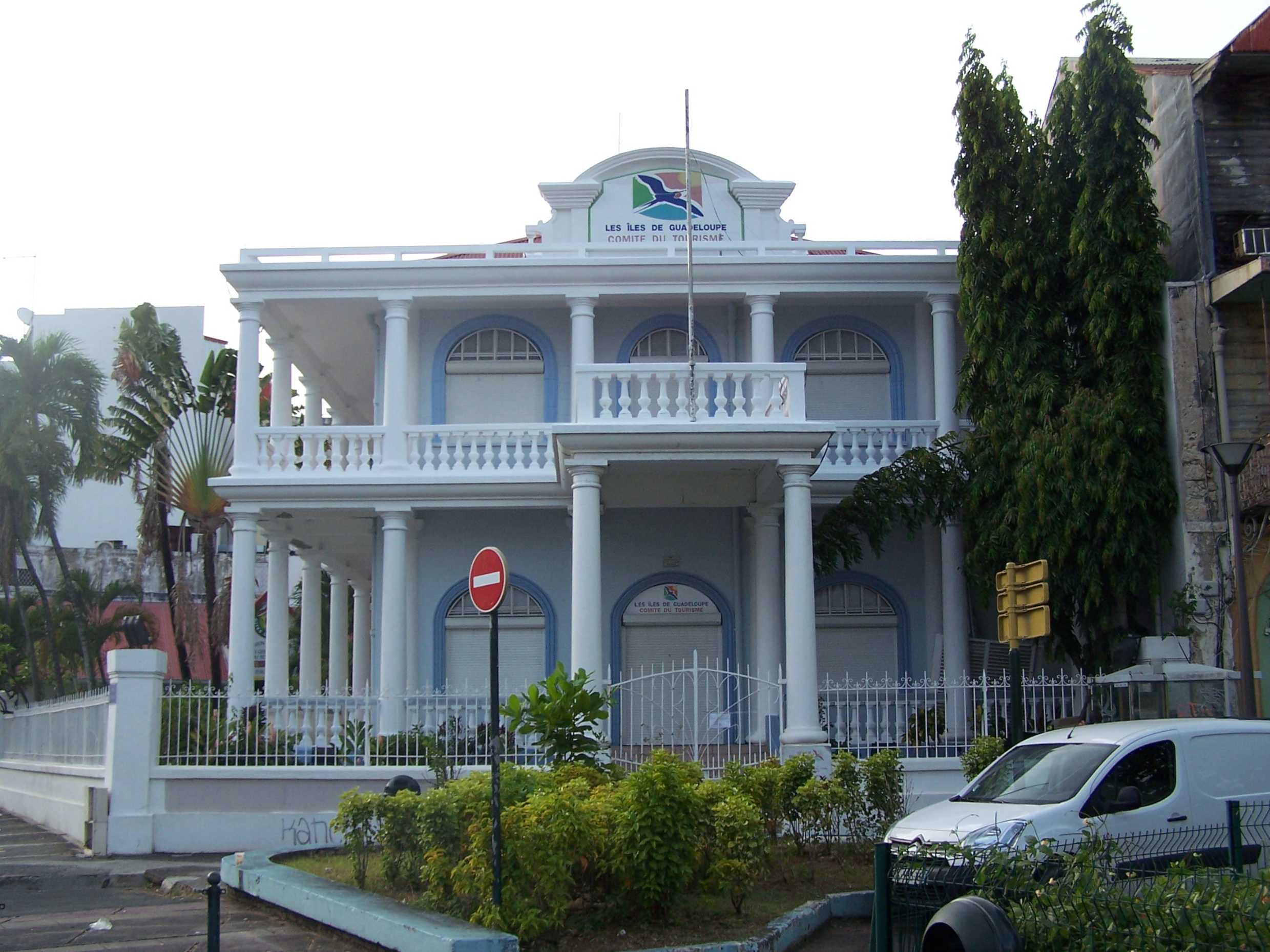
Oficina de Turismo de Pointe-à-Pitre

Y los dos mayores cultivos de la isla, la caña de azúcar y el plátano, están en crisis. "Los guadalupeños están acostumbrados a decir que la caña de azúcar es nuestra industria siderúrgica, y con razón, las industrias, que son pocas, pertenecen esencialmente al sector agroalimentario (refinerías de azúcar, fábricas de ron, conserveras). En cuanto a los cultivos de frutas y hortalizas, no consiguen cubrir las necesidades de los 400.000 habitantes. Por ello, cada año Guadalupe debe importar más de diez mil toneladas de frutas y verduras.
Según el INSEE, la industria representó el 5,4 % del valor añadido total del departamento en 2006 (frente al 6,5 % en 1993) y el 6,9 % de los empleos. Su desarrollo se debe en parte a las leyes de desfiscalización. Guadalupe cuenta con una decena de zonas industriales repartidas por todo el territorio. Estas actividades se concentran principalmente en la aglomeración de Point, en el emplazamiento de Jarry (325 hectáreas) en Baie-Mahault. Esta zona industrial (una de las tres primeras zonas industriales de Francia) ha sido responsable del 80% de los empleos creados en los últimos diez años.
El turismo es el único sector económico que mantiene un cierto dinamismo y los buenos resultados de 2007 confirman la orientación favorable del sector. El tráfico de pasajeros en el aeropuerto de Pôle Caraïbes (excluyendo el tránsito) aumentó un 6,2 %, principalmente debido al desarrollo del turismo de cruceros, que aumentó un 26,9 % en el año; excluyendo los pasajeros de cruceros, el número de pasajeros que llegaron al archipiélago aumentó un 3,6 %. Los hoteles clasificados también se han beneficiado del aumento del número de visitantes; Guadalupe es visitada mayoritariamente por viajeros procedentes de la Francia metropolitana (92 % de los flujos), por delante de los procedentes de Italia y Bélgica.

## Comunicaciones y transportes

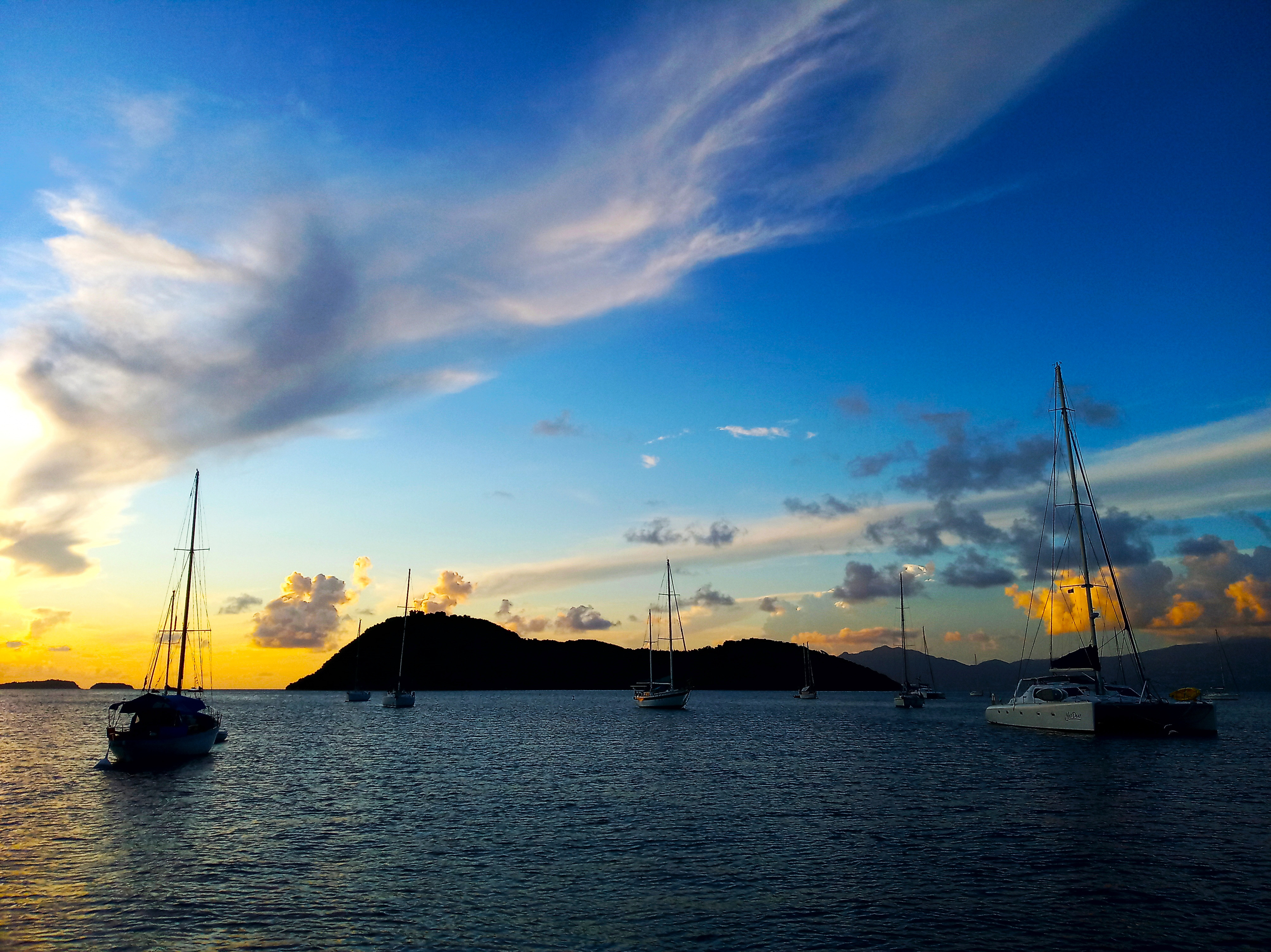
Barcos en Terre-de-Haut, Guadalupe

### Carreteras
El departamento de Guadalupe contaba en 2013 con 80 kilómetros de carreteras.

### Puertos
Entre los puertos del departamento destacan los de Pointe à Pitre (en Grande-Terre), Les Saints (en Terre De Haut), Grand Bourg (en Marie Galante) y Saint Louis (en Marie Galante).

### Aeropuertos
El principal aeropuerto del departamento es el Aeropuerto Internacional de Pointe à Pitre, que cuenta con vuelos a otras islas del Caribe, así como a Estados Unidos, Canadá, Francia y la Guayana Francesa.
Otros aeropuertos del departamento son: el Aeropuerto de Saint François en Grande-Terre, el Aeropuerto de Marie-Galante en la isla homónima, el Aeropuerto de Les Saintes en Terre de Haut, el Aeropuerto de La Désirade en la isla homónima y el Aeródromo de Baillif en Basse-Terre.

## Demografía

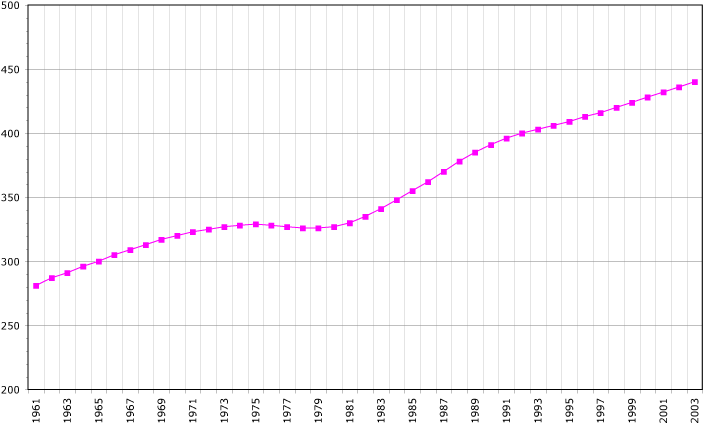
Evolución de la población de Guadalupe entre 1961 y 2003.

La población de Guadalupe, ampliamente mestiza, es el producto del encuentro de los amerindios, europeos, africanos e indostaníes, que juntos elaboraron en el curso del tiempo una cultura llamada creole. El 71 % de la población pertenece a ese grupo creole/afrodescendiente/multiracial, un 15% son de ascendencia india (destacando los de origen tamil), un 9% pertenece al grupo de origen blanco europeo (en su mayoría de origen francés, descendientes de pescadores normandos y bretones, sobre todo en las dependencias) -llamados coloquialmente "békés" en el creole guadalupeño-, 2 % son de origen sirio y libanés y un 3 % son de origen chino y de otros orígenes.
El 90 % de las personas mayores de 15 años en 1982 sabía leer y escribir.
La esperanza de vida al nacer es de 76,99 años, hombres: 73,82 años y mujeres: 80,3 años (estimación del año 2000).

### Lenguas
El 99% de los guadalupeños habla el idioma francés (idioma oficial). También se habla el llamado patois creole, que es un criollo de base francesa llamado también criollo antillano.

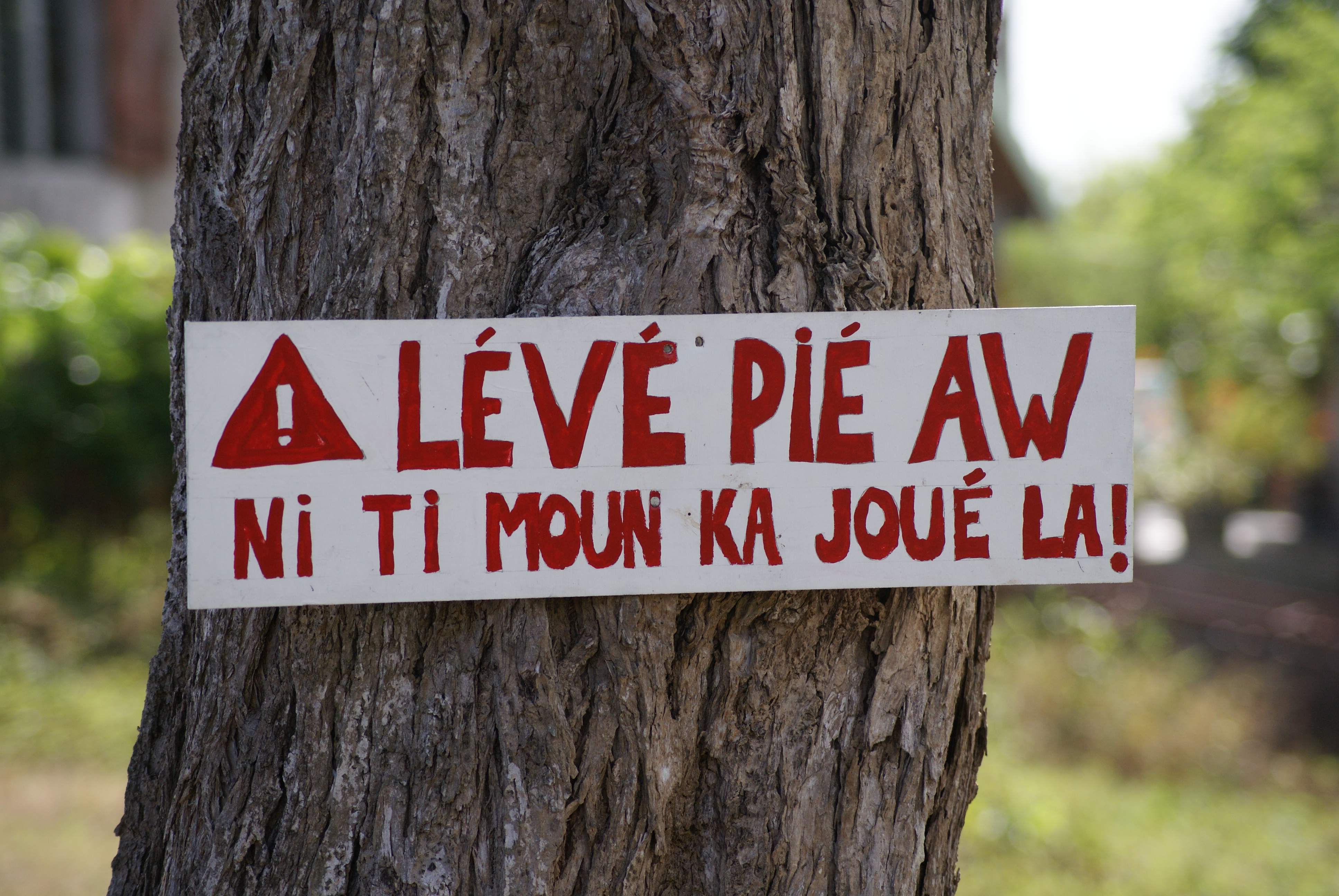
Cartel escrito en el criollo de Guadalupe

El criollo de Guadalupe surgió como resultado de la necesidad de que todos los grupos étnicos (europeos, principalmente franceses, africanos y amerindios) pudieran entenderse. Esta lengua es, por tanto, el resultado de una mezcla creada en el siglo XVII en respuesta a una emergencia comunicativa. A diferencia de los españoles,  y de los ingleses, los franceses no tenían una lengua unificada en el momento de la colonización de Guadalupe. Los normandos hablaban normando, los bretones hablaban bretón, y por eso no pudieron imponer su lengua.
Además, Terre-de-Haut y Terre-de-Bas, en el archipiélago de las Saintes, debido a su historia de asentamiento (colonos bretones, normandos y poitevinos), tienen sus propios criollos que se diferencian del criollo guadalupeño por sus pronunciaciones en francés, sus expresiones particulares, sus sintaxis y sus sonoridades. Aunque no está transcrito, estos isleños califican su criollo de "patois" o "lengua de San Martín" y velan activamente por su transmisión y perpetuación por parte de sus descendientes de forma vernácula.
El criollo fue escrito por primera vez por un béké guadalupeño a finales del siglo XVII. Y lo había transcrito, en su momento, a partir de la ortografía francesa.
Como Guadalupe es un departamento francés, el francés es la lengua oficial. Sin embargo, el francés guadalupeño (en contacto con el criollo) tiene ciertas características lingüísticas que difieren de las del francés metropolitano estándar. Sin embargo, este francés regional ha sido poco estudiado y la mayoría de las descripciones realizadas se refieren a su léxico y morfosintaxis. Sin embargo, ahora existe un estudio muy detallado sobre el aspecto fonético del francés guadalupano (sería el primer estudio que aborda tanto los aspectos acústicos como los fonológicos y perceptivos del francés guadalupano en particular y del francés antillano en general). También se ocupa de las variedades lectales del francés de Guadalupe (acrolecto, mesolecto y basilecto).
Desde la vuelta a las raíces de una parte de la población guadalupeña, se ha creado un verdadero interés por el criollo a través de la aparición de libros de relatos y poesía que se publican en criollo y francés desde hace diez años. En este contexto, Hector Poullet es un pionero de los dictados mediados en criollo. El criollo es también una lengua muy colorida y muy filosófica en sus expresiones y frases, lo que, traducido literalmente al francés, puede resultar confuso. Los representantes de las generaciones mayores no siempre dominan el francés, sino el criollo guadalupeño.

### Religión
En lo que respecta a la religión, la mayoría de la población es católica y hay minorías religiosas de creencias africanas, hinduistas, protestantes, judías y testigos de Jehová.
En 1685, el Código Negro anunciaba la religión cristiana en su forma católica como la única autorizada en las Antillas francesas, excluyendo así a judíos y a los diversos grupos protestantes de la práctica de sus creencias, e imponía la conversión forzosa de los esclavos recién llegados y el bautismo de los más antiguos.
A esto le siguió una rápida moda entre los esclavos, ya que esta religión les ofrecía un refugio espiritual y permitía salvaguardar algunas de sus creencias y costumbres africanas, marcando así el inicio de un sincretismo religioso. Desde los años 70, nuevas religiones y grupos compiten con la Iglesia católica, como la Iglesia evangélica pentecostal, la Iglesia adventista del séptimo día, los Estudiantes de la Biblia o los Testigos de Jehová y la Iglesia mormona.

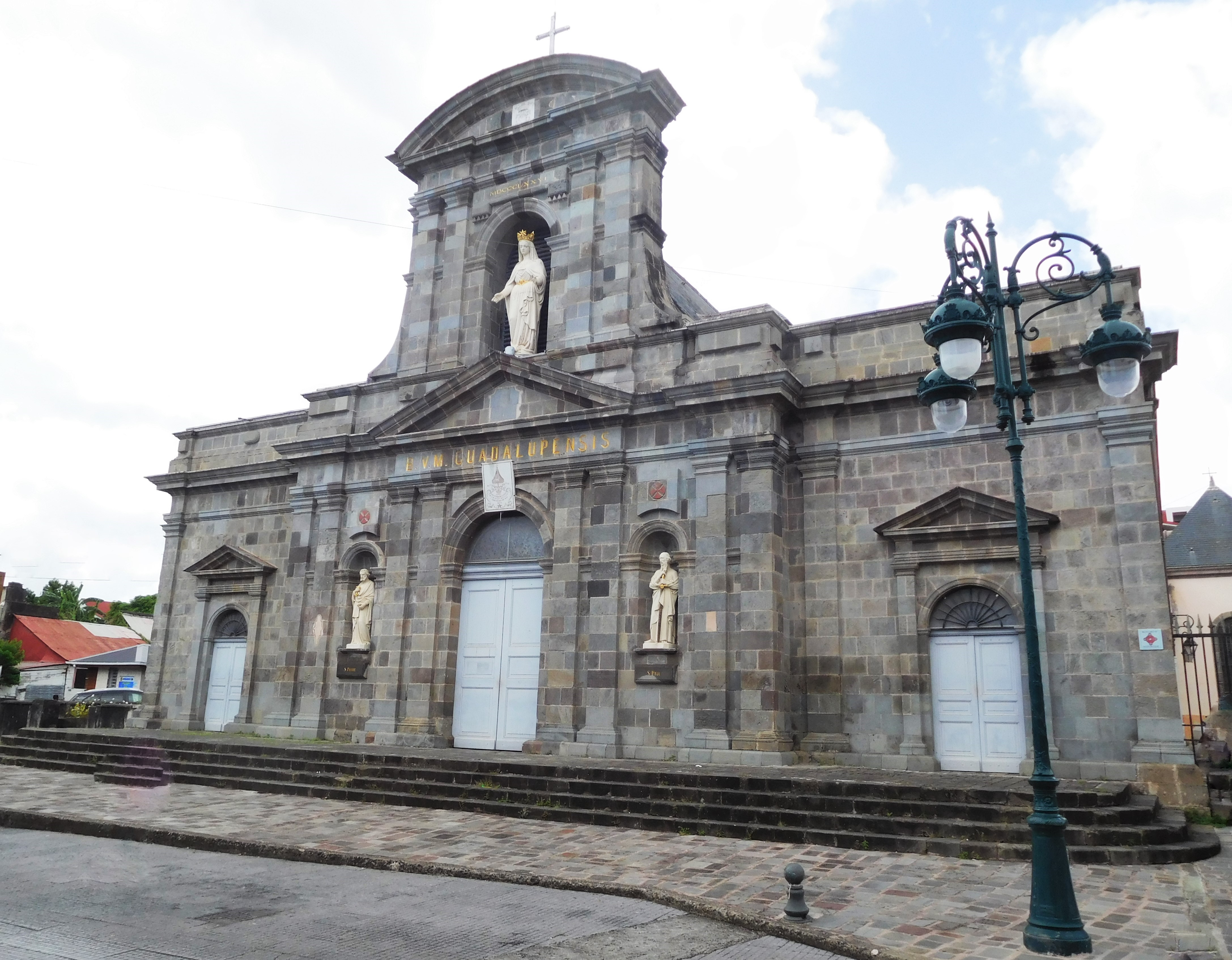
Catedral de Nuestra Señora de Guadalupe

Administrativamente, el territorio de Guadalupe forma parte de la diócesis de Basse-Terre y Pointe-à-Pitre, adscrita a la Iglesia Católica en Francia. La diócesis incluye los territorios de Guadalupe, San Bartolomé y San Martín y el número de fieles se estima en 400.000. En 2020 había 59 sacerdotes en activo en la diócesis. La sede episcopal se encuentra en Basse-Terre, en la catedral de Notre-Dame-de-Guadeloupe.
El hinduismo, que acompañó a los indios que vinieron a trabajar a Guadalupe a mediados del siglo XIX, se ha expandió desde los años 80. La comunidad india tiene su propia tradición que viene de la India. Es el mayé men, una pronunciación distorsionada del nombre de la diosa india tamil Mariamman. Hay nada menos que 400 templos en el archipiélago. El Islam hizo su aparición en las Antillas francesas en los años 70, primero en Martinica.
Según el presidente de la asociación de musulmanes de Guadalupe, hay entre 2500 y 3000 musulmanes en el departamento. La isla cuenta con dos mezquitas. El judaísmo está presente en Guadalupe desde la llegada de los colonos holandeses expulsados del noreste del actual Brasil en 1654. Existe una sinagoga y una comunidad cultural israelita. Los guadalupeños de origen sirio y libanés practican el catolicismo en su forma maronita. El rastafarismo ha resultado atractivo cierta parte de los jóvenes desde los años 70 tras su aparición en Estados Unidos y Jamaica. Los quimbois o kenbwa, practicados en Guadalupe, se refieren a prácticas mágico-religiosas derivadas del sincretismo cristiano y africano.

### Inmigración

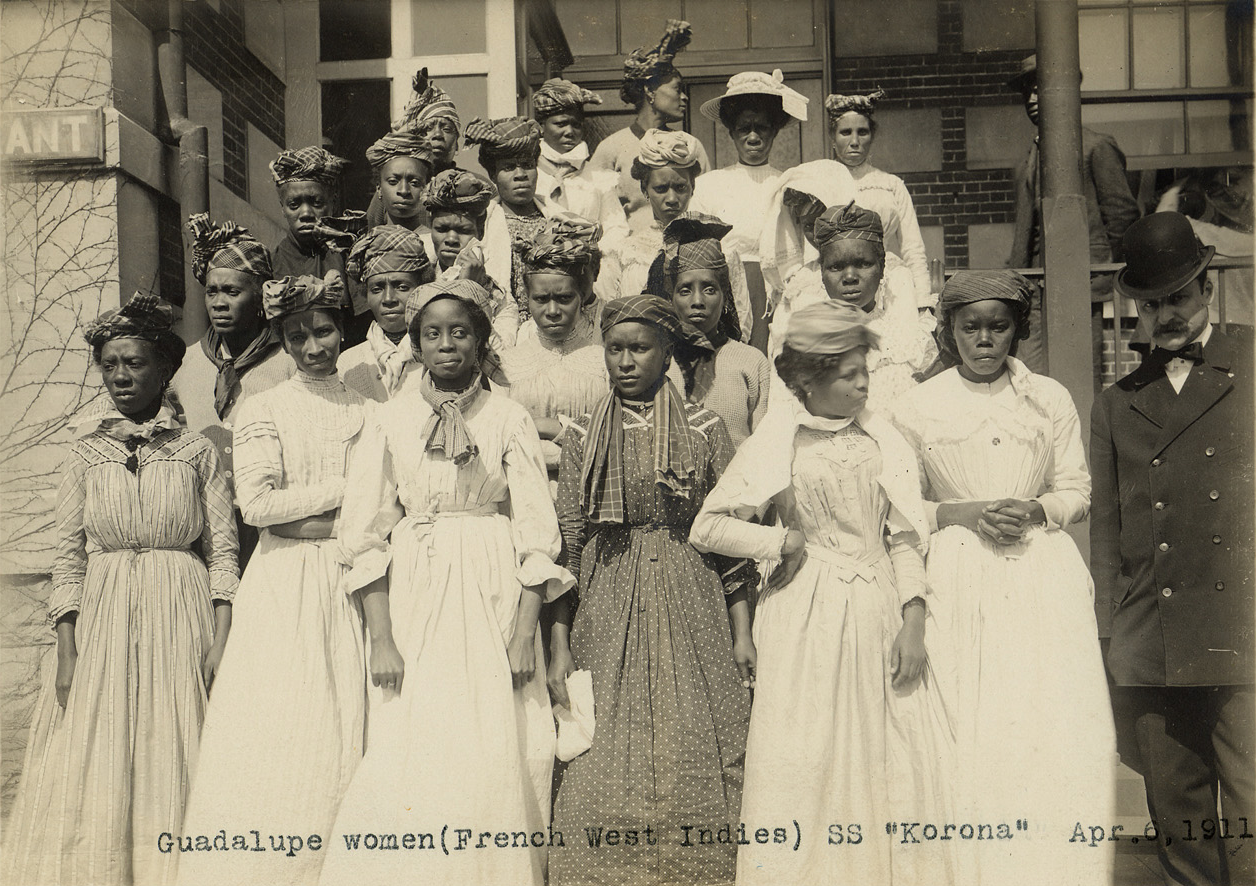
Mujeres guadalupeñas reclutadas como domésticas que recalan en Ellis Island con destino a Montreal, 1911

La relativa riqueza de Guadalupe contrasta con la extrema pobreza de varias islas de la región del Caribe, lo que convierte a la comunidad en un lugar atractivo para las poblaciones de algunos de estos territorios. Además, otros factores, como la inestabilidad política y las catástrofes naturales, explican esta inmigración. Ya en los años 70, los primeros inmigrantes ilegales de origen haitiano llegaron a Guadalupe para satisfacer una necesidad de mano de obra en el sector agrícola; junto a esta inmigración haitiana, más visible por ser más numerosa, Guadalupe ha visto también la llegada y el asentamiento de poblaciones procedentes de la isla de Dominica y de la República Dominicana. En 2005, la prefectura, que representa al Estado en Guadalupe, informo de cifras de entre 50 000 y 60 000 extranjeros en el departamento.

### Migración
Creado en 1963 por Michel Debré, el objetivo del Bumidom era "[...] contribuir a la solución de los problemas demográficos en los departamentos de ultramar". Y para ello, sus misiones eran múltiples: información a los futuros emigrantes, formación profesional, reagrupación familiar y gestión de los centros de acogida. En aquel momento, este proyecto también se consideró un medio para disminuir la influencia de los movimientos independentistas antillanos, que estaban cobrando fuerza en la década de 1960.
Entre 1963 y 1981, se calcula que 16 562 guadalupeños emigraron a Francia metropolitana a través de Bumidom. Y la miniserie Le Rêve français (El sueño francés) se propone relatar algunas de las consecuencias de la emigración de los antillanos y los reunionenses a Francia.
Se calcula que unos 50 000 guadalupeños y martiniqueños participaron en la construcción del Canal de Panamá entre 1904 y 1914. En 2014, se estimaba que había entre 60 000 y 70 000 descendientes de estos antillanos viviendo en Panamá. A principios del siglo XX se produjeron otras oleadas migratorias hacia América del Norte, especialmente hacia Canadá.

## Educación
La región académica de Guadalupe incluye únicamente la academia de Guadalupe. Emplea a 9618 personas y su presupuesto de funcionamiento fue de 714,3 millones de euros para el año 2018-2019. El territorio cuenta con 300 escuelas primarias, incluyendo 1 jardín de infancia privado bajo contrato y 14 escuelas primarias privadas bajo contrato. También cuenta con 52 centros de enseñanza media, incluidos 6 privados bajo contrato. Y por último tiene 38 institutos de los cuales 13 son privados bajo contrato.

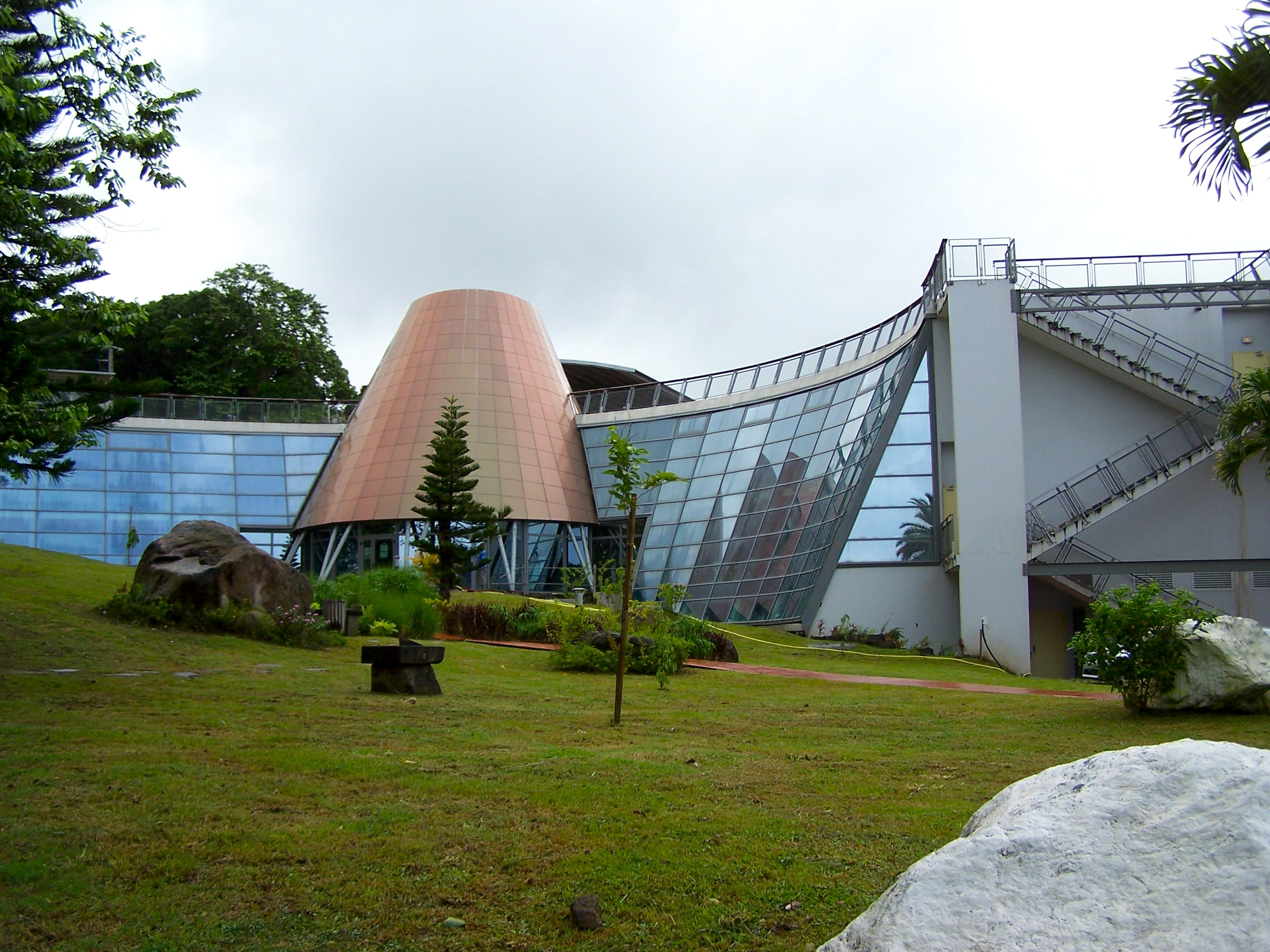
Vista de la Universidad de la Antillas y Guayana, Saint-Claude, Guadalupe

Durante el curso escolar 2018-2019 estuvieron matriculados en la Academia de Guadalupe:
- 45 510 estudiantes en la enseñanza primaria;
- 45 626 alumnos en la enseñanza secundaria;
- 2718 estudiantes de postgrado en el instituto.
- Desde 2014, la Academia cuenta con 12 distritos divididos en 5 polos:
- El Pôle Îles du Nord (San Martín y San Bartolomé);
- El Polo Basse-Terre Nord (Baie-Mahault, Capesterre-Belle-Eau y Sainte-Rose);
- El Polo Sur de Basse-Terre: Basse-Terre y Bouillante (incluyendo las islas de Les Saintes);
- El Polo Norte de Grande-Terre: Grande-Terre Norte, Sainte-Anne y Saint-François (incluyendo las islas de La Désirade y Marie-Galante);
- El Polo Sur de Grande-Terre: Les Abymes, Gosier y Pointe-à-Pitre.

Las islas de Guadalupe también cuentan con dos campus locales de la Universidad de las Indias Occidentales (Fouillole y Camp Jacob), una "ciudad del conocimiento" que incluye un campus sanitario y social, una "universidad de los oficios" que incluye un centro de formación para aprendices (CFA), un centro regional de artes y espectáculos, una residencia de estudiantes y, por último, tres sedes de la escuela regional de deuxième chance.

## Salud y protección social
Guadalupe cuenta con un hospital universitario (CHU) en Pointe-à-Pitre, un hospital regional (CHR) en Basse-Terre, cinco hospitales en Capesterre-Belle-Eau, Pointe-Noire, Bouillante, Saint-Claude y Grand-Bourg, seis clínicas en Baie-Mahault, Le Gosier, Le Moule, Trois-Rivières, Gourbeyre y Saint-Claude, una policlínica en Grand-Bourg y el Instituto Pasteur de Guadalupe.
La isla se considera un desierto médico (área con dificultades para acceder a la salud). Mientras que en París hay 246 médicos de cabecera por cada 100 000 habitantes, esta cifra se reduce a 140 en Guadalupe. En cuanto a los cirujanos dentales, mientras que en el departamento de Bouches-du-Rhône hay una media de 88 por cada 100 000 habitantes, en Guadalupe solo hay 45.

## Energía
La isla tiene un gran potencial para la energía solar, eólica y marina, pero para 2018, la energía de la biomasa y el carbón y los hidrocarburos del petróleo siguen siendo los más utilizados.

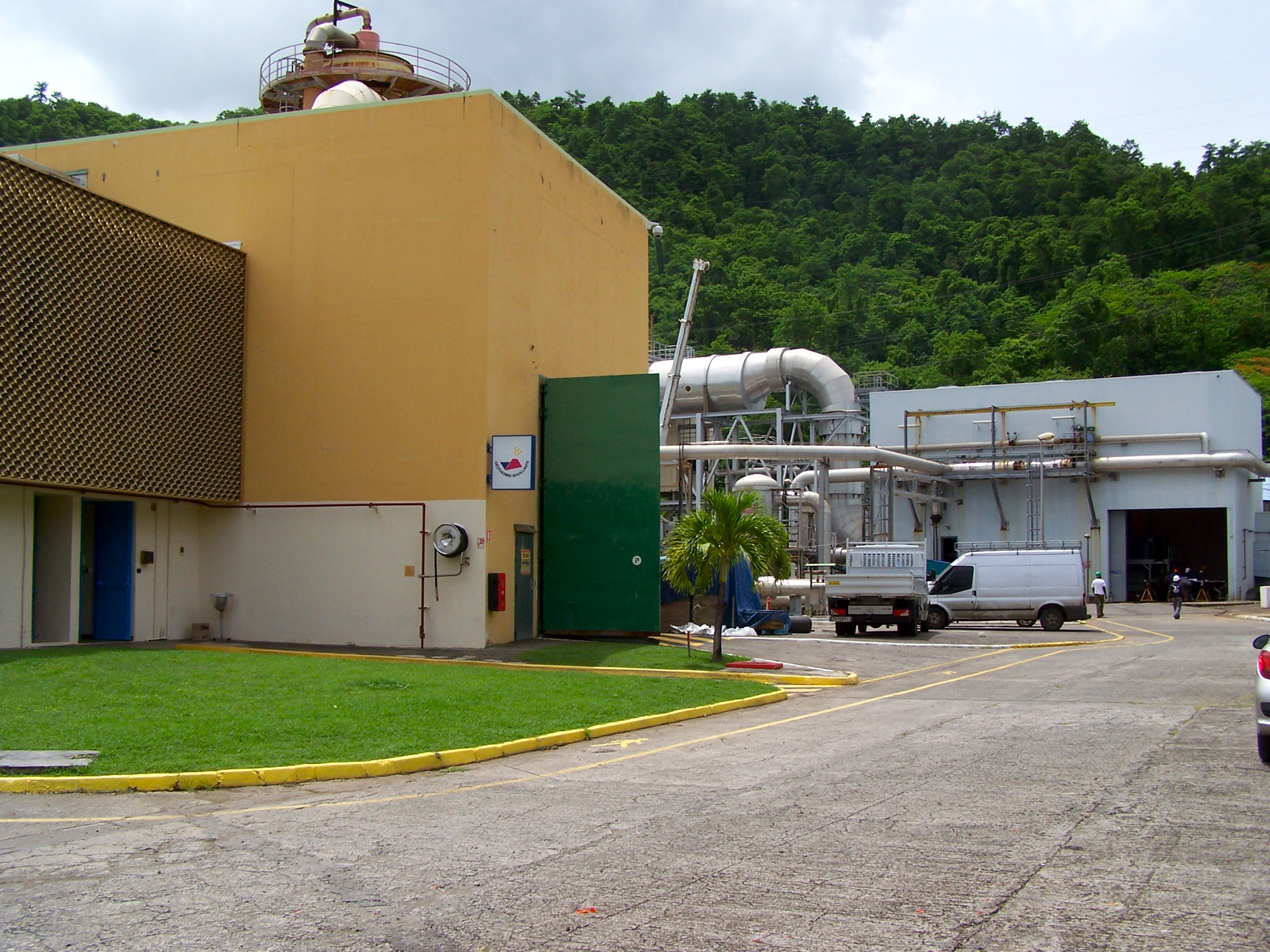
Central geotérmica de Bouillante, Guadalupe

La Ley de Transición Energética (TECV) prevé un 50 % de energías renovables para 2020 en el territorio. Y la EPP de Guadalupe tiene previsto desarrollar 66 MW de capacidad adicional de biomasa entre 2018 y 2023, incluidos 43 MW para sustituir al carbón. Por ejemplo, la central eléctrica de carbón de Albioma Caraïbes (AC) se reconvertirá a la biomasa para contribuir a aumentar el porcentaje de energías renovables en el mix energético de Guadalupe del 20,5 % al 35 %, y así mitigar la dependencia de la isla de los combustibles fósiles y reducir la contaminación ácida del aire y la producción de cenizas tóxicas y de fondo.
Esta central de 34 MW, que produce 260 GWh/año de electricidad en 2018 (es decir, el 15 % de las necesidades de la isla), debería reducir 265 000 t de CO2 equivalente/año en toda la cadena (-87 % una vez convertida a la biomasa en comparación con la situación anterior, el carbón).
Guadalupe cuenta con  una planta de producción de electricidad, en Le Moule, que se basa en el sector agrícola de la caña de azúcar y que recupera los residuos de la trituración de la caña (bagazo) para producir energía; 12 parques eólicos, como en Désirade, Le Moule o Marie-Galante ; una central geotérmica en Bouillante, que utiliza la energía del vapor de agua producido por la actividad volcánica (la producción de electricidad de la central la sitúa en primer lugar a nivel nacional); un proyecto de aprovechamiento de la energía de las olas y las corrientes marinas; instalaciones fotovoltaicas que contribuyen al funcionamiento de los calentadores solares de agua para los hogares y al desarrollo del sector de los vehículos eléctricos.
La electricidad producida por energía hidráulica, que representa el 2,2 % de la producción total, procede de presas construidas en el lecho de algunos ríos.

### Suministro de agua potable
El agua distribuida por la red de agua potable de Guadalupe procede principalmente de Basse-Terre, en un 70 % de las tomas de agua de los ríos y en un 20 % de las captaciones de los manantiales. El 10 % restante procede de los pozos de sondeo que aprovechan las aguas subterráneas de Grande Terre y Marie-Galante.
El acceso al agua y al saneamiento es problemático debido al estado de deterioro de la red, que provoca muchas pérdidas en el sistema de suministro de agua. Desde hace años, los cortes de agua son recurrentes y obligan a realizar "turnos de agua", principalmente en los municipios de Grande-Terre, que son los más afectados, con consecuencias para los particulares y las actividades agrícolas.
Según las estadísticas de la Oficina del Agua (datos de 2020), el 61 % de la producción de agua potable se desperdicia, es decir, casi 50 millones de metros cúbicos de agua al año, debido a las tuberías en mal estado. Además, el 70 % de las plantas de tratamiento de aguas residuales no cumplen las normas.

## Cultura

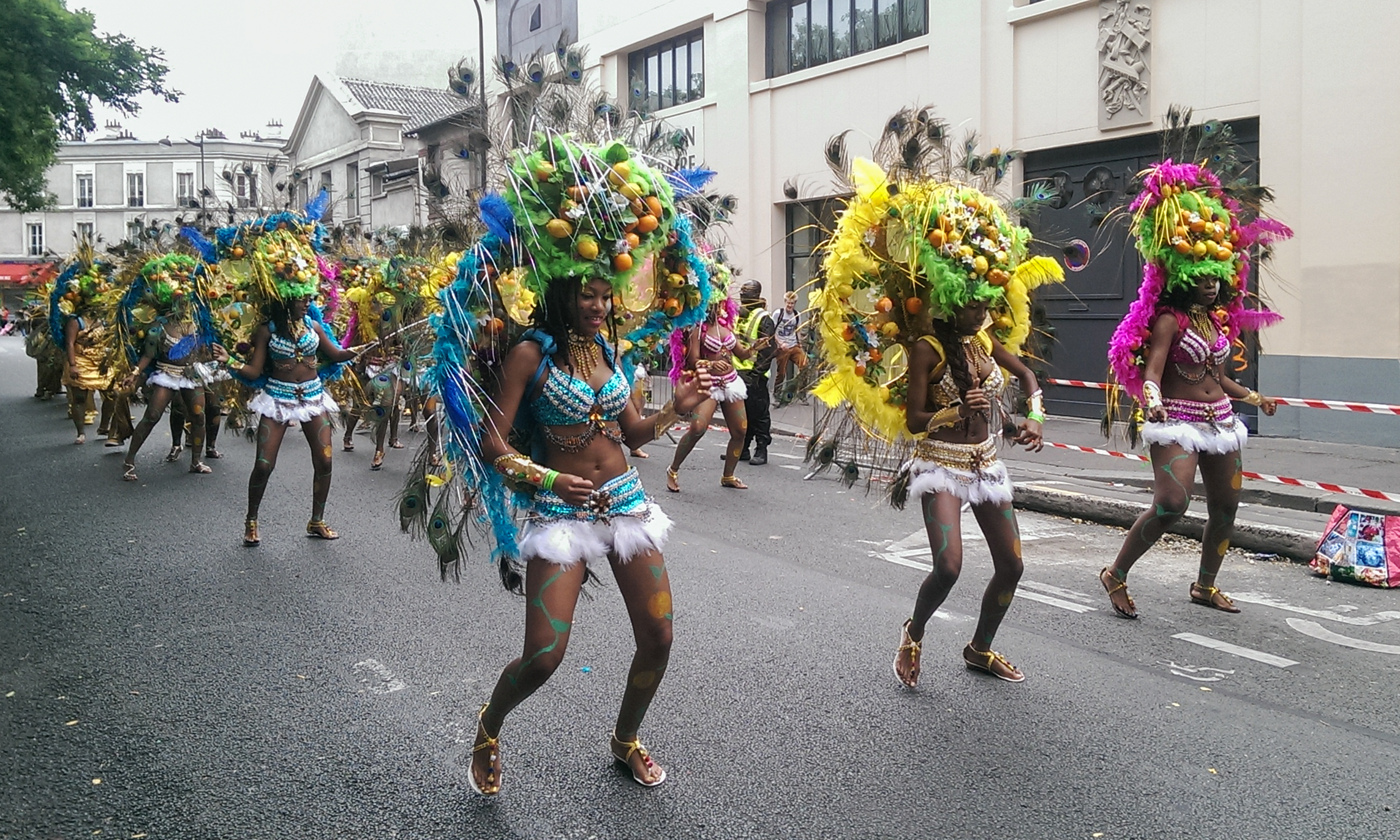
Grupo de Guadalupe durante el Carnaval Tropical de París 2014.

En esta isla Colón conoció por primera vez el ananá, o piña, al cual denominó "piña de Indias".
La cultura de Guadalupe es probablemente conocida por los logros literarios de sus habitantes, particularmente por el poeta Saint-John Perse, pseudónimo utilizado por Alexis Léger. Perse ganó el Premio Nobel de Literatura en 1960 "por el inmenso vuelo y las imágenes evocativas de su poesía, la cual, en una forma visionaria, refleja las condiciones de nuestros tiempos." Guadalupe siempre ha tenido un patrimonio literario muy diverso, mantenido por diversos escritores, poetas, novelistas, ensayistas y periodistas, entre los que se destacan Maryse Condé, Simone Schwarz-Bart y Ernest Pépin.

### Música y Bailes
La música y el baile también son formas de arte muy populares, y la amplia interacción entre los elementos culturales de africanos, franceses e indios dio paso al nacimiento de géneros nuevos propios del archipiélago. Los guadalupeños disfrutan de muchos estilos de danza locales como el zouk, zouk-love, konpa, así como estilos contemporáneos e internacionales como el hip-hop, entre otros.
La música y las danzas que caracterizan la cultura guadalupana son el gwoka (o gwo ka) que está, desde 2014, inscrito en el inventario del patrimonio inmaterial de Francia en la Unesco. El bouladjel que está, desde 2013, inscrito en el inventario del patrimonio inmaterial de Francia en la Unesco. La cuadrilla, que es originalmente una danza europea introducida en las colonias antillanas durante el siglo XVIII. La biguine, que es una música y danza de origen antillano que se originó antes de la abolición de la esclavitud en la primera mitad del siglo XIX. El wabap, que es una variación de la música biguine, está influenciado por la música afrocubana como el mambo, el jazz y el bebop.
También se puede escuchar el kadans, una música de origen haitiano que apareció en Guadalupe en los años 60 y dio origen a grupos locales como Les Vikings de la Guadeloupe, Les Aiglons y Expérience 7. Konpa, música también de origen haitiano, que apareció en los años 60 y fue popularizada en Guadalupe por grupos legendarios como Les Frères Déjean (1963) y Les Shleu-Shleu (1965).
El kadans lypso o lypso de cadencia, que es un género musical creado en los años 70 al mezclar el kadans y el kompa con la música calipso dominicana. Fue popularizado en Guadalupe por Gordon Henderson (inventor de la música) y el grupo Exil One, así como por Jeff Joseph y el grupo Gramacks. También el zouk, que originalmente es una derivación del ritmo de los kadans y del ritmo de los tambores de la biguine, y cuyo nombre originalmente hace referencia a una danza popular. Este estilo fue popularizado por grupos y cantantes como Kassav' (que incluía a Patrick Saint-Eloi), Zouk Machine, Expérience 7, Gilles Floro y Francky Vincent.

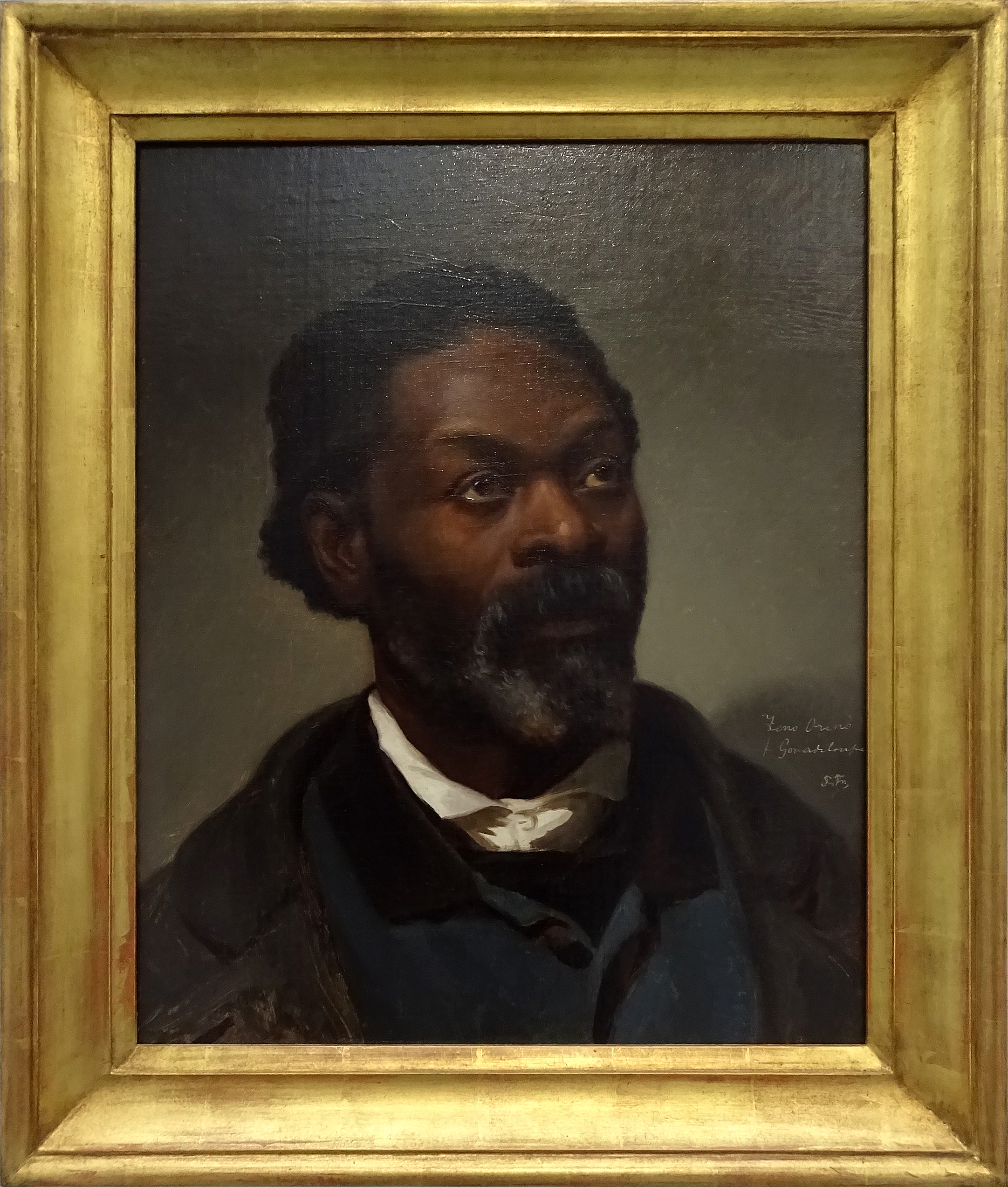
El guadalupeño Zeno Oreno en Bildnis des Zeno Oreno von Guadeloupe. Hecho por Ferdinand Fagerlin, 1854, Museo Kunstpalast.

El estilo gwada, representado por una juventud guadalupeña preocupada por su patrimonio cultural dando lugar a esta nueva tendencia que toma el nombre diminutivo que los jóvenes dan a la isla, el "Gwada". Esta expresión se encuentra a menudo en la música reggae/dancehall, géneros musicales muy populares en las Antillas (Admiral T, Missié GG). Creole Jazz, kako gwada y rock gwada, como artistas como Alain Jean-Marie, Sonny Troupé y Jacques Schwarz Bart para Creole Jazz. Y Dominik Coco, Soft, Exxòs Mètkakola, Erik, Florence Naprix, G'Ny, The Bolokos, Stevy Mahy, representando la "nueva escena criolla" que combina de forma creativa los sonidos y ritmos tradicionales con las tendencias musicales de la escena underground (neo soul, acústica, rock, electro, hip-hop).
Todos los años se celebra el festival Marie-Galante Terre de Blues, que une a los tres Saint-Louis: San Luis, famoso baluarte del blues en Estados Unidos en los años 30, San Luis de Senegal, símbolo de la ascendencia africana, y San Luis de Marie-Galante, ciudad criolla, que se reúnen en torno a la música nacida de este cruce. En 2013 acogió a 13.000 asistentes al festival.
El Festival Internacional de Música de Saint-Georges celebra la vida y la obra de Joseph Bologne.

### Artes visuales
Algunas personalidades históricas, modelos, acontecimientos históricos o paisajes de Guadalupe han sido inmortalizados a lo largo del tiempo y son ahora objeto de una fama nacional o incluso internacional. Además, muchos artistas locales han dejado su huella en el ámbito de las artes plásticas, tanto a nivel local como nacional o internacional, como Guillaume Guillon Lethière (Escuela de Bellas Artes de París y segundo premio de Roma en 1784), Pierre-Jérôme Lordon, Évremond de Bérard o Jean-Baptiste Gibert (Premio de Roma de paisaje histórico, segundo premio en 1825 y primer gran premio en 1829).

### Museos y monumentos

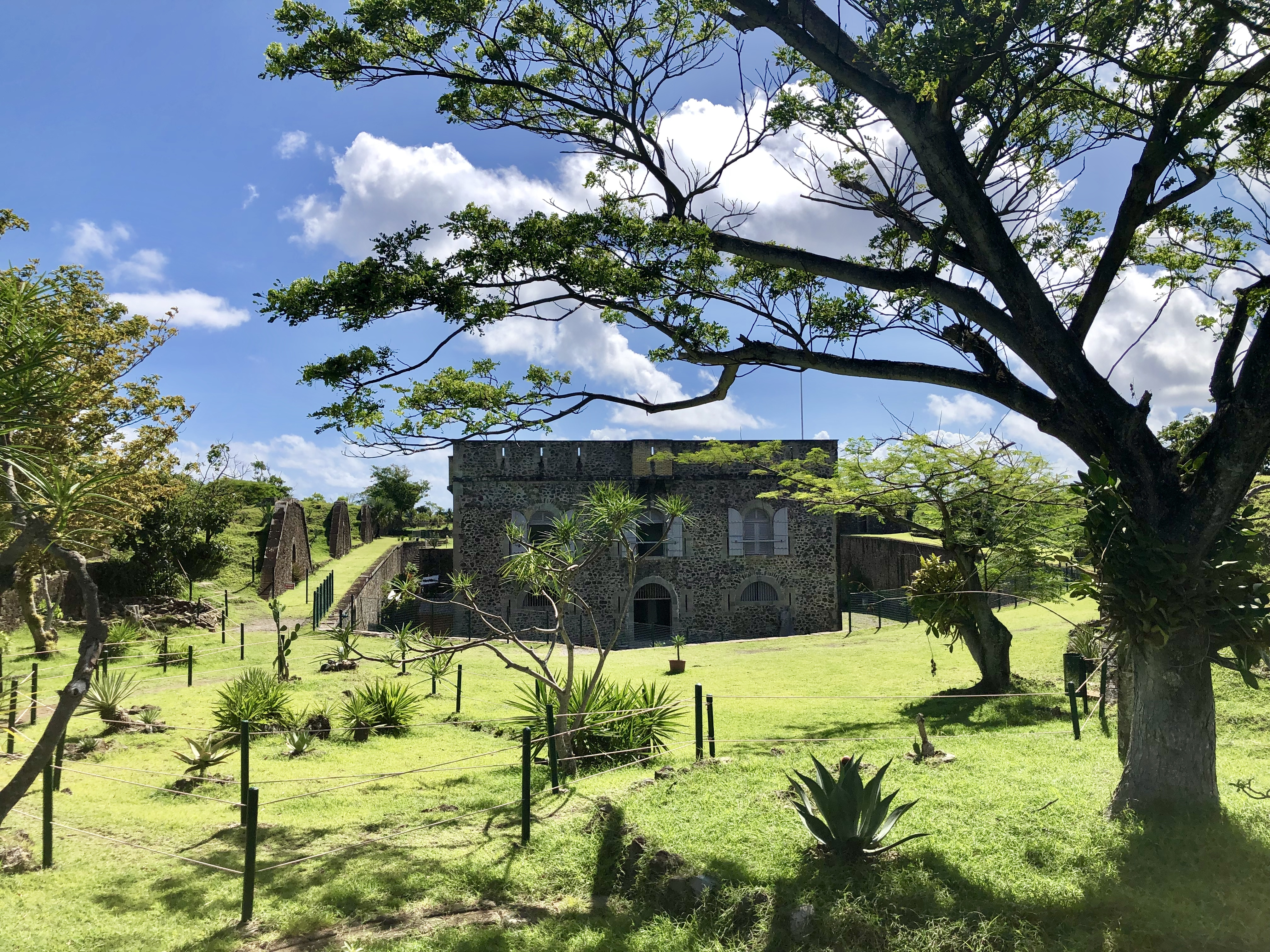
Fuerte Napoleón en las islas Les Saintes

- Pointe-à-Pitre: El Memorial ACTe, inaugurado el 10 de mayo de 2015, es un monumento que aborda el tema de la trata de esclavos y la esclavitud en el contexto mundial aunque centrado en el archipiélago guadalupeño y su entorno caribeño, desde la antigüedad hasta la época contemporánea;[51] El Museo Schœlcher; El Pabellón L'Herminier antiguo museo de historia natural; El museo de trajes criollos conocido como el museo Saint-John-Perse; El Mercado Central de Pointe-à-Pitre.

- En Le Moule: El Museo Edgar-Clerc.

- En Marie-Galante: El Ecomuseo de Artes y Tradiciones Populares instalado en la antigua casa Murat de Grand-Bourg.

- En Basse-Terre: Museo Gerty-Archimède; Museo de Guadalupe.

- En Les Saintes: El fuerte napoleónico de Les Saintes, situado en la isla de Terre-de-Haut.

### Vestimenta
La vestimenta tradicional, heredada en la actualidad, es el resultado de una larga mezcla cultural que involucra a África, Asia y Europa. Esta mezcla cultural se basó inicialmente en el comercio triangular y luego en un comercio más globalizado que incluía la importación de tejidos de Oriente. Por ejemplo, en el traje tradicional guadalupano, encontramos influencias asiáticas con el uso de la tela de madrás de la India, influencias africanas y europeas (españolas en este caso) con el uso del pañuelo en la cabeza para cubrirse y de nuevo influencias europeas (francesas en este caso) en la adopción de la enagua de encaje de Bretaña.
La ropa que se lleva en Guadalupe ha mutado a lo largo de los siglos y ha sufrido cambios que reflejan las condiciones sociales y la evolución de la sociedad, desde la época de la esclavitud hasta la actualidad. Durante la segunda mitad del siglo XVII, los esclavos que llegaban a Guadalupe iban desnudos o casi desnudos. Entonces se les obligaba a llevar trapos o la ropa gastada del dueño, que se deshacía rápidamente, ocultando apenas su desnudez. O los esclavos que trabajaban en el campo llevaban el vestido de "tres agujeros", confeccionado con un tejido de fibra vegetal en el que se hacían tres agujeros (dos para los brazos y uno para la cabeza). Bajo la presión de la Iglesia y las autoridades, se obligaba a los esclavos a llevar el vestido de "tres agujeros".
Bajo la presión de la Iglesia y tan pronto como se aplicó el Código Negro en 1685, se exigió a los propietarios que proporcionaran "a cada esclavo dos trajes de tela o cuatro alders (unos 7,5 m²) de tela al año... art. 25" , lo que solo mejoró modestamente sus condiciones. Sin embargo, hay que matizar la mala calidad de la ropa que se usaba durante la esclavitud, ya que podía variar según el día de la semana (ropa de diario, ropa de domingo, ropa para ocasiones especiales), o según el estatus de los esclavos empleados en las casas.

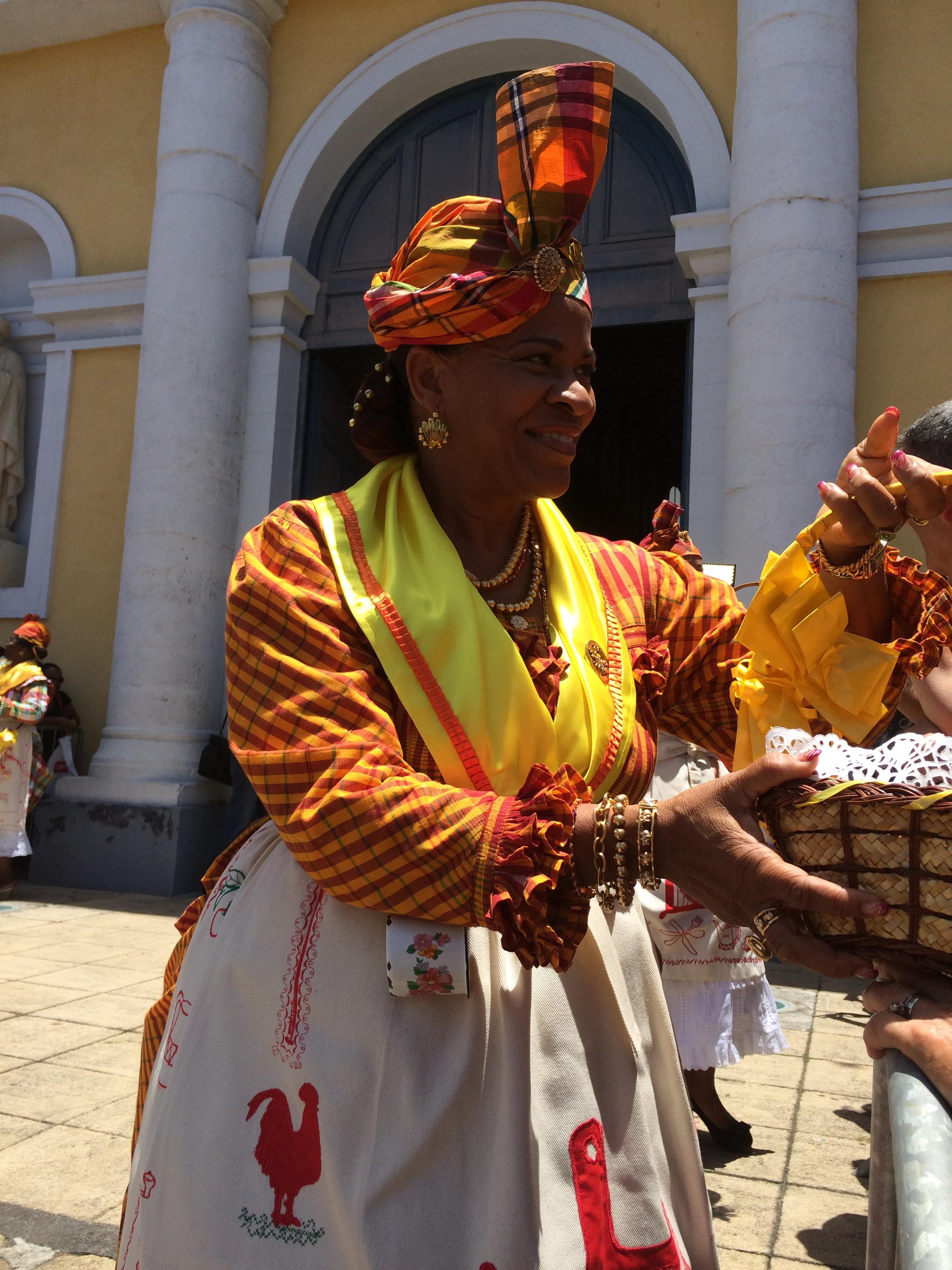
Fiesta de las cocineras.

De hecho, estos últimos podían ir vestidos con ropas de distinta calidad según el oficio que desempeñaran en la propiedad. En el caso de las sirvientas, por ejemplo, su ropa podía ser de mejor calidad porque debía reflejar la imagen de éxito y riqueza que su amo quería proyectar.
A partir del siglo XVII, la elaboración del traje criollo coincidió con el deseo de las mujeres esclavas de recuperar su dignidad, con la evolución de su empleo dentro de la casa o de la sociedad guadalupeña (especialización en los oficios de la costura y la confección), con la evolución de la sociedad guadalupeña (mujeres libres de color, esclavas liberadas, mujeres mulatas) y con la influencia del traje de moda europeo, que el ama de casa representaba.
Tras la abolición de la esclavitud, los principales periodos de vestimenta tradicional guadalupana fueron los siguientes:
- 1848 a 1930, establecimiento del uso del traje;
- De 1930 a 1950, disminución significativa del uso del traje tradicional;
- De 1950 a 1960, periodo en el que el traje se convierte en una prenda "folclórica";

Desde 1960 hasta la actualidad, el traje tradicional se ha recuperado y se valora tanto como prenda de vestir cotidiana como signo de apego a la cultura guadalupana. Hoy en día, muchos diseñadores se inspiran en la vestimenta tradicional para realizar algunas de sus creaciones.
Fruto de esta fusión de códigos de vestimenta africanos y europeos a lo largo de los siglos, incluyendo materiales de orígenes lejanos, el vestuario guadalupeño incluye prendas criollas como: el vestido acogedor o wòb ti-do, un vestido de diario también llamado à corps porque se ajusta al cuerpo como un corsé; la falda-camisa, en traje de ceremonia (la camisa es de batista muy fina ribeteada con encaje, que se detiene en los codos y se abotona con botones dorados. La falda, llena y muy ancha en la espalda con cola, se anuda por encima de los pechos); el vestido con cuerpo que se distingue de los demás por la cantidad y la riqueza del tejido utilizado (raso, raso brocado, satén).
El tocado tradicional, llevado con o sin el traje tradicional de las mujeres, es objeto de una codificación precisa:
- La tête chaudière es el tocado ceremonial de forma redonda y plana, rematado con un nudo de púas.
- El tocado de cuatro puntas (tocado con cuatro nudos) significa "¡mi corazón tiene espacio para quien lo quiera!"
- El tocado de tres puntas significa "¡mi corazón está tomado!"
- El tocado de dos puntas significa "mi corazón está comprometido, pero puedes probar suerte".
- El tocado de un extremo significa "¡mi corazón es libre!"

### Gastronomía

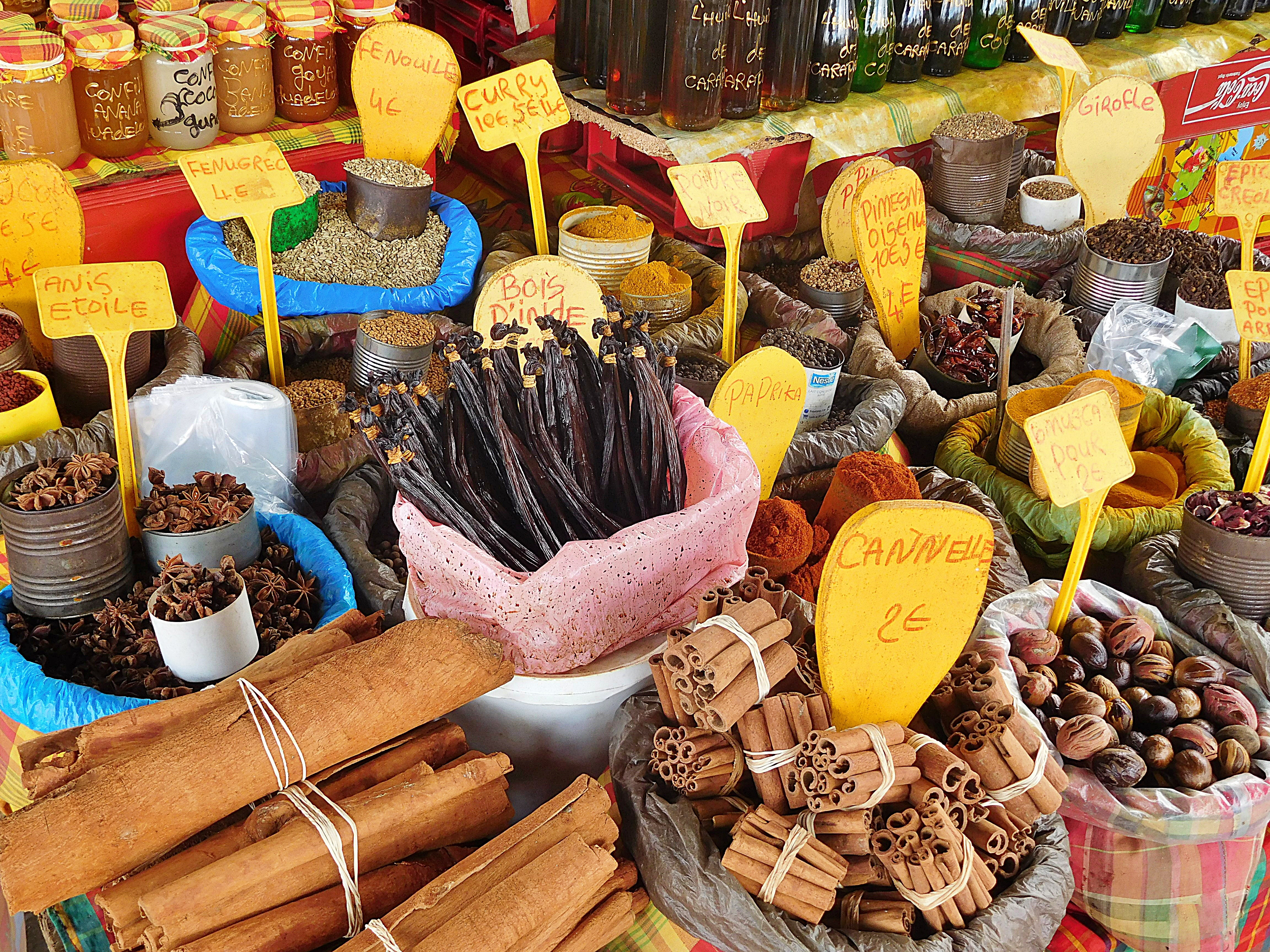
Mercado de Darse, Pointe-à-Pitre.

En cuanto a la gastronomía, la cocina guadalupeña es una mezcla de influencias africanas, europeas y asiáticas. Utiliza en primer lugar productos agrícolas como el poyo (plátano más comúnmente llamado plátano verde o ti-nain), el plátano de pan, el quimbombó, la col, los gandules, la cristofina, el ñame o la batata.
El mar y los ríos proporcionan rayas, pargos, pulpos (chatou), lambis, burgots (un tipo de ballena grande), erizos de mar y ouassous. Los huertos proporcionan frutas como la guanábana, el jambosier rojo, la fruta de la pasión (marakoudja), el mango, la quenette y los cítricos. Los condimentos que a veces se añaden a los platos son el chile habanero, el cive (una especie de cebolla del país) o las semillas del roucou que dan un tinte rojo a las salsas.
La cocina, a menudo picante y sazonada, es el resultado de poner en remojo la carne o el pescado durante horas antes de cocinarlos, para potenciar su sabor. Los platos típicos son: blaff de pescado, dombrés, bébélé (de Marie-Galante), colombo (equivalente al curry indio) y matété (arroz cocido con cangrejo). Y en cuanto a los aperitivos o tentempiés, hay morcillas criollas, accras, pasteles de yuca y bokit.
En cuanto a los postres, se ofrece manjar blanco, sorbetes o diversas ensaladas de frutas. En cuanto a la repostería, podrá elegir entre patés con mermelada, tourment d'amour (en Les Saintes), caca bœuf (en Marie-Galante) o sacristain. El "pain natté", que es un pan de brioche local, se come a menudo.
Hay producciones locales de frutas confitadas (saúco, piña, carambola) y mermeladas (guayaba, plátano, coco). También se consumen sorbetes como el de coco o la bola de nieve hecha con hielo picado al que se añade un jarabe (menta, granadina). Y entre los dulces citemos el dulce, el azúcar de coco, el kilibibi y la konkada (de origen beninés).
En la categoría de bebidas, el consumo de refrescos es muy importante en Guadalupe, así como el de una bebida apodada localmente cerveza negra. Además, no es raro ver a vendedores de zumo de caña de azúcar o agua de coco por las carreteras. El chaudeau se consume en ocasiones especiales (bodas, bautizos, comuniones) y es un ponche de huevo al estilo guadalupeño que se come con una torta batida (génoise). El ron, cuyo consumo está culturalmente imbricado en la sociedad guadalupeña, procede en particular de una de las diez destilerías distribuidas en el territorio guadalupeño y que producen los rones de Guadalupe.

### Festividades

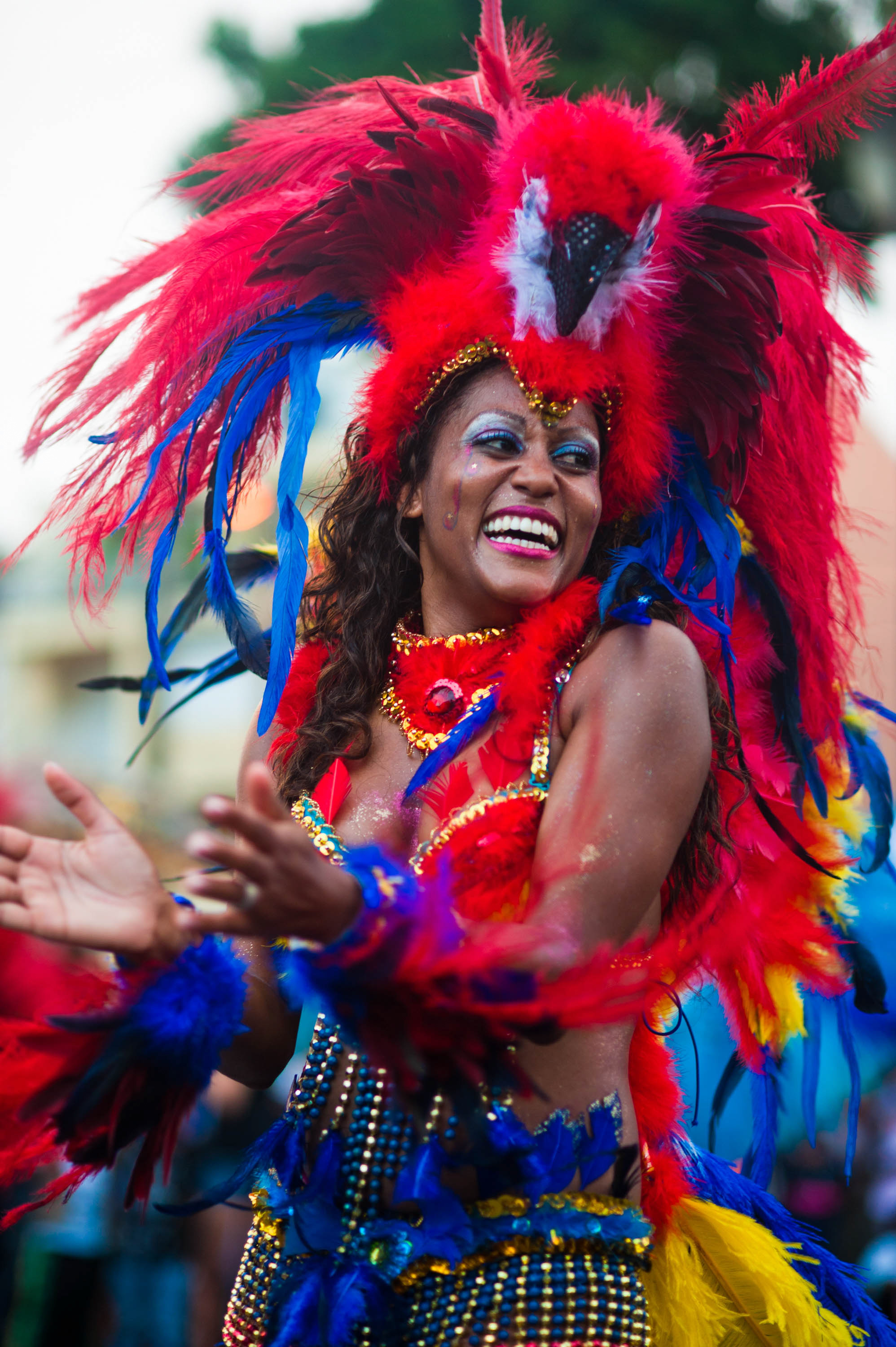
Carnaval de invierno de Guadalupe

En Navidad, las familias y los amigos se reúnen durante el chanté Nwel, una oportunidad para cantar villancicos y celebrar. Tras las vacaciones, comienzan los ensayos para el carnaval de Guadalupe. Las agrupaciones carnavalescas desfilan todos los domingos por la tarde por las calles hasta las fiestas de Carnaval, en febrero o marzo. Los grupos con pieles, por ejemplo, el grupo Akiyo son grupos compuestos únicamente por grandes percusiones e instrumentos de concha de lambi. Tienen la particularidad de no tener instrumentos de metal en la banda, ni coreografía, a menudo desfilan sin trajes temáticos. Desde 2014, el Carnaval en kabwèt de Marie-Galante está inscrito en el inventario del patrimonio inmaterial de Francia en la Unesco.
El martes de carnaval es la gran fiesta en la que compiten las agrupaciones carnavalescas en la ciudad principal, Basse-Terre, o en Pointe-à-Pitre, por los mejores disfraces, la mejor música o la mejor coreografía cuyo tema es impuesto por los comités de carnaval. Al día siguiente, el miércoles de ceniza, día que pone fin al carnaval, se quema al rey mascota del carnaval apodado Vaval, lo que señala el fin de las fiestas, todo el mundo desfila en blanco y negro (para marcar el luto de Vaval), y luego comienzan los cuarenta días de Cuaresma. La mayoría de la población es católica y respeta este periodo. Pero, dada la gran afición a las fiestas, el "jueves de cuaresma" se organiza un desfile en rojo y negro idéntico al del carnaval, con grupos de músicos precedidos de gente desfilando.
Después de este periodo de privación, tienen lugar las celebraciones de Semana Santa, durante las cuales las familias suelen ir a acampar a la playa y comer platos tradicionales y muy populares a base de cangrejos: matété (arroz cocido con cangrejo), calalou (cangrejos con hojas de madera acompañados de arroz blanco) o dombrés con cangrejos (pequeñas bolas de harina cocidas con cangrejo).

## Deportes
El fútbol es popular en Guadalupe, y varios futbolistas notables son de origen guadalupeño, como Marius Trésor, Stéphane Auvray, Ronald Zubar y su hermano menor Stéphane Zubar, Miguel Comminges, Dimitri Foulquier, Bernard Lambourde, Thomas Lemar.
La selección nacional de fútbol fue semifinalista de la Copa de Oro de la CONCACAF 2007, derrotada por México.
El baloncesto también es popular. Los jugadores más conocidos son los de la NBA Rudy Gobert, Mickaël Piétrus, Johan Petro, Rodrigue Beaubois y Mickaël Gelabale (que ahora juega en Rusia), que nacieron en la isla.
Varios atletas de atletismo, como Marie-José Pérec, Patricia Girard-Léno, Christine Arron y Wilhem Belocian, también son guadalupeños. Marie-José Pérec, triple campeona olímpica, y Christine Arron, cuarta corredora más rápida de 100 metros.

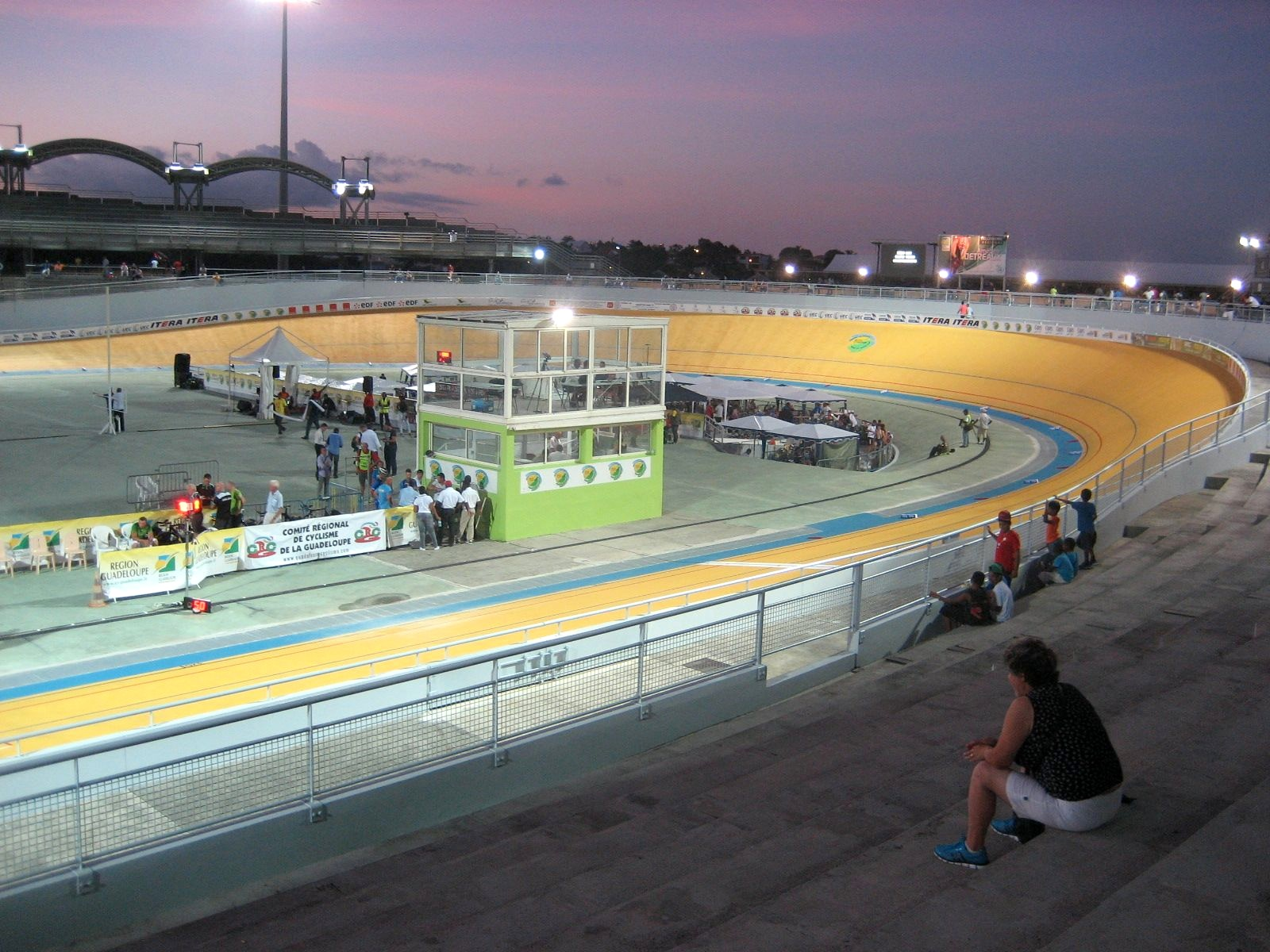
Velódromo Amédée Detraux en Guadalupe

La isla ha producido muchos esgrimistas de talla mundial. Yannick Borel, Daniel Jérent, Ysaora Thibus, Anita Blaze, Enzo Lefort y Laura Flessel han nacido y crecido en Guadalupe. Según el medallista de oro olímpico y campeón del mundo Yannick Borel, en Guadalupe hay una buena escuela de esgrima y una cultura de esgrima.
Aunque Guadalupe forma parte de Francia, tiene sus propios equipos deportivos. El rugby union es un deporte pequeño, pero de rápido crecimiento en Guadalupe.
La isla también es conocida internacionalmente por acoger la Karujet Race - Campeonato Mundial de Motos de Agua desde 1998. Este evento de nueve etapas y cuatro días de duración atrae a competidores de todo el mundo (principalmente caribeños, estadounidenses y europeos). La Karujet, compuesta generalmente por siete carreras alrededor de la isla, tiene la reputación de ser uno de los campeonatos más difíciles en los que se puede competir.
La Route du Rhum es uno de los eventos deportivos náuticos franceses más destacados, que se celebra cada cuatro años.
El culturista Serge Nubret nació en Anse-Bertrand, Grande-Terre, y representó al Estado francés en varias competiciones de culturismo a lo largo de los años 60 y 70, incluido el concurso Mr. Olympia de la IFBB, obteniendo el tercer puesto cada año de 1972 a 1974, y el segundo en 1975. La culturista Marie-Laure Mahabir también es originaria de Guadalupe.
En el territorio también hay apasionados del ciclismo. Fue sede del Campeonato de Francia de Ciclismo en 2009 y sigue albergando el Tour de Guadalupe cada año.

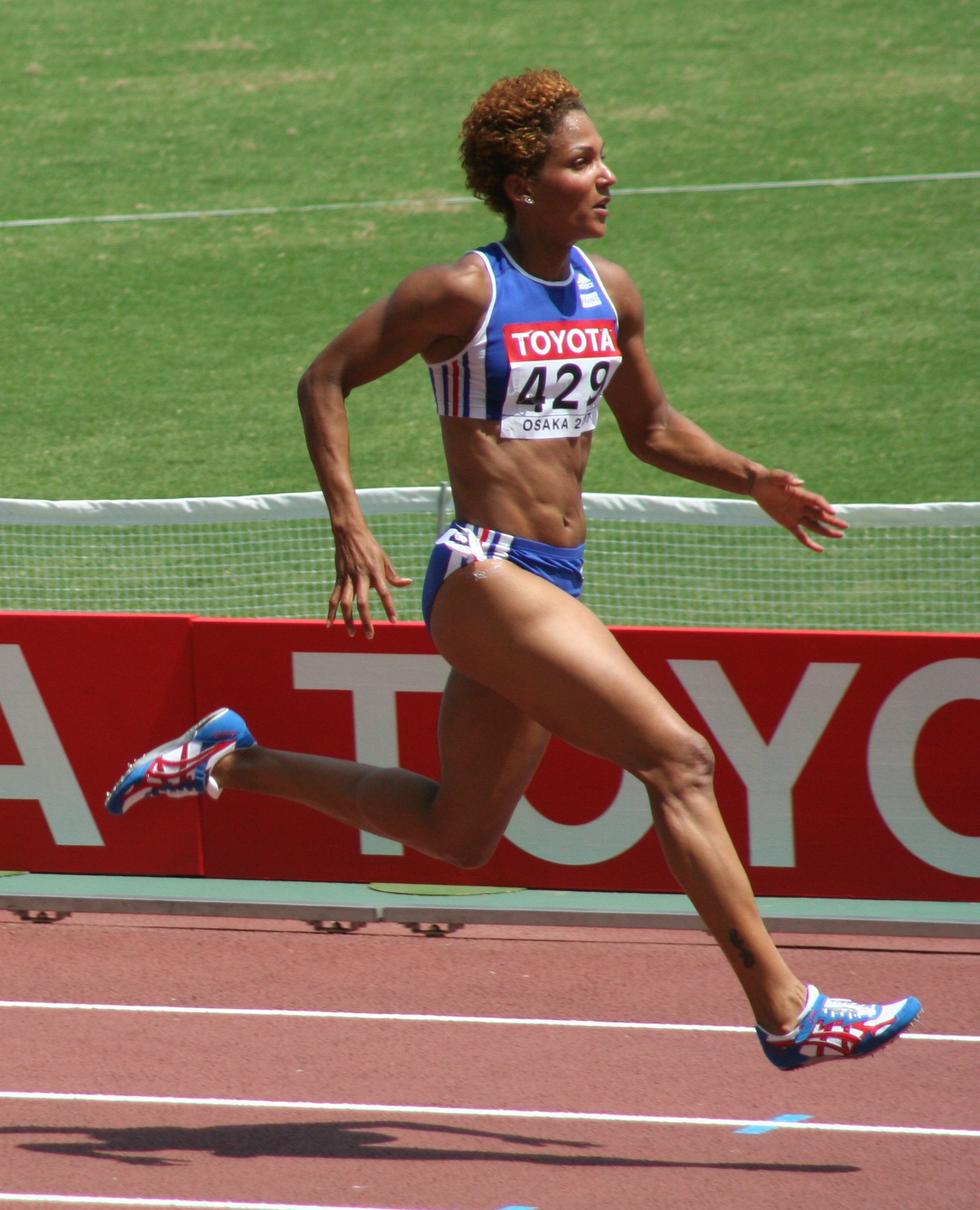
Christine Arron, alcanzó a ser la quinta mujer más rápida del mundo en los 100 metros (10,73 segundos)

Guadalupe también sigue albergando el torneo de tenis Orange Open de Guadalupe (desde 2011).
En boxeo, los siguientes deportistas proceden de la isla de Guadalupe: Ludovic Proto(aficionado; compitió en los Juegos Olímpicos de Verano de 1988 en la división de peso wélter ligero masculino), Gilbert Delé (profesional; ostentó el título europeo de peso medio ligero de 1989 a 1990, y luego ganó el título de peso medio ligero de la AMB en 1991, al derrotar a Carlos Elliott por TKO), y Jean-Marc Mormeck (profesional; ex bicampeón unificado de peso crucero; ostentó los títulos mundiales de la AMB, el CMB y The Ring dos veces entre 2005 y 2007).
- El futbolista francés Thierry Henry es de ascendencia guadalupense por parte de su padre.
- El futbolista francés Lilian Thuram nació en Pointe-à-Pitre pero a temprana edad se mudó a París.
- El futbolista Thomas Lemar nació y creció en la comuna guadalupense de Baie-Mahault.
- Selección de fútbol de Guadalupe
- Liga Guadalupense de Fútbol
- La selección de fútbol de Guadalupe logró un cuarto puesto en la copa oro de la Concacaf.

## Delincuencia y crimen
Guadalupe fue el departamento más violento de Francia en 2015: se registraron 45 asesinatos en Guadalupe y San Martín. Estos resultados convierten a las dos islas en el departamento con más asesinatos de Francia, muy por delante de Bocas del Ródano, con 8,4 asesinatos por cada 100 000 habitantes, es decir, tres veces más que en la región de Marsella. Además de los delitos, según las cifras de 2013, hubo un fuerte aumento de los robos a mano armada contra locales comerciales (+63 %), así como de los robos en estos mismos locales (+31,5 %).